# FC Radio
FC Radio, anciennement FC Radio l'essentiel, est une radio FM locale française de catégorie B créée en 1981. Elle diffuse un programme généraliste principalement sur le département de l'Ain.

## Historique
La radio Fréquence Côtière démarre le dimanche 18 octobre 1981 sur Montluel. Elle a été créée par Patrick Pellat et Daniel Aumiot. Au début, elle était animée par une soixantaine de bénévoles de 6h à 23h. L'autre nom de la radio, plus technique, était Fournitures et Concepts pour la Radiodiffusion.
En 1986, Fréquence Côtière change de nom pour FC Radio et devient commerciale. Elle adopte le programme de l'AFP Audio intitulé « L'essentiel ».
En 2001, elle rejoint le GIE des Indés Radios qui offre de la publicité nationale pour les radios locales et les aide financièrement.
En septembre 2017, FC Radio est rachetée par le groupe ISA Média Développement qui détient d'autres radios locales en France (Radio Isa, N'Radio, Radio Numéro 1, Perrine FM, Mistral FM). En attendant, l'habillage a été modernisé tout comme la programmation musicale. La marque « L'Essentiel », à l'antenne depuis plus de 20 ans, a disparu.

## Programmation
En 1986, FC Radio adoptait le programme de l'AFP Audio, composé de musique de type pop-rock à 70 %, de chansons françaises et d'informations. Aujourd'hui, l'A2PRL (ex-AFP Audio) a abandonné ce type de programmation à la suite du développement du voice-track. FC Radio diffusait donc principalement de la musique avec quelques émissions locales et les retransmissions des matchs du FBBP 01.
L'antenne était agrémentée de flashs nationaux toutes les heures et de chroniques réalisés par l'A2PRL. Les flashs concernant l'actualité locale étaient diffusés le matin et à 12h15, 18h15 et 19h15.
Depuis septembre 2017, la grille ne se compose plus que de musique pop/rock des années 80 à aujourd'hui avec des flashs d'information locale présentés par Pascal Marchand. Les retransmissions des matchs du FBBP 01 ont disparu.

## Identité de la station

### Logos

Ancien logo de FC Radio l'Essentiel jusqu'en 2017.
Logo actuel de FC Radio depuis 2017.

### Slogans
- Jusqu'en 2017 : "L'essentiel"
- Depuis 2017 : "La radio de l'Ain", "Plus de musique pop !"

## Diffusion

### Développement

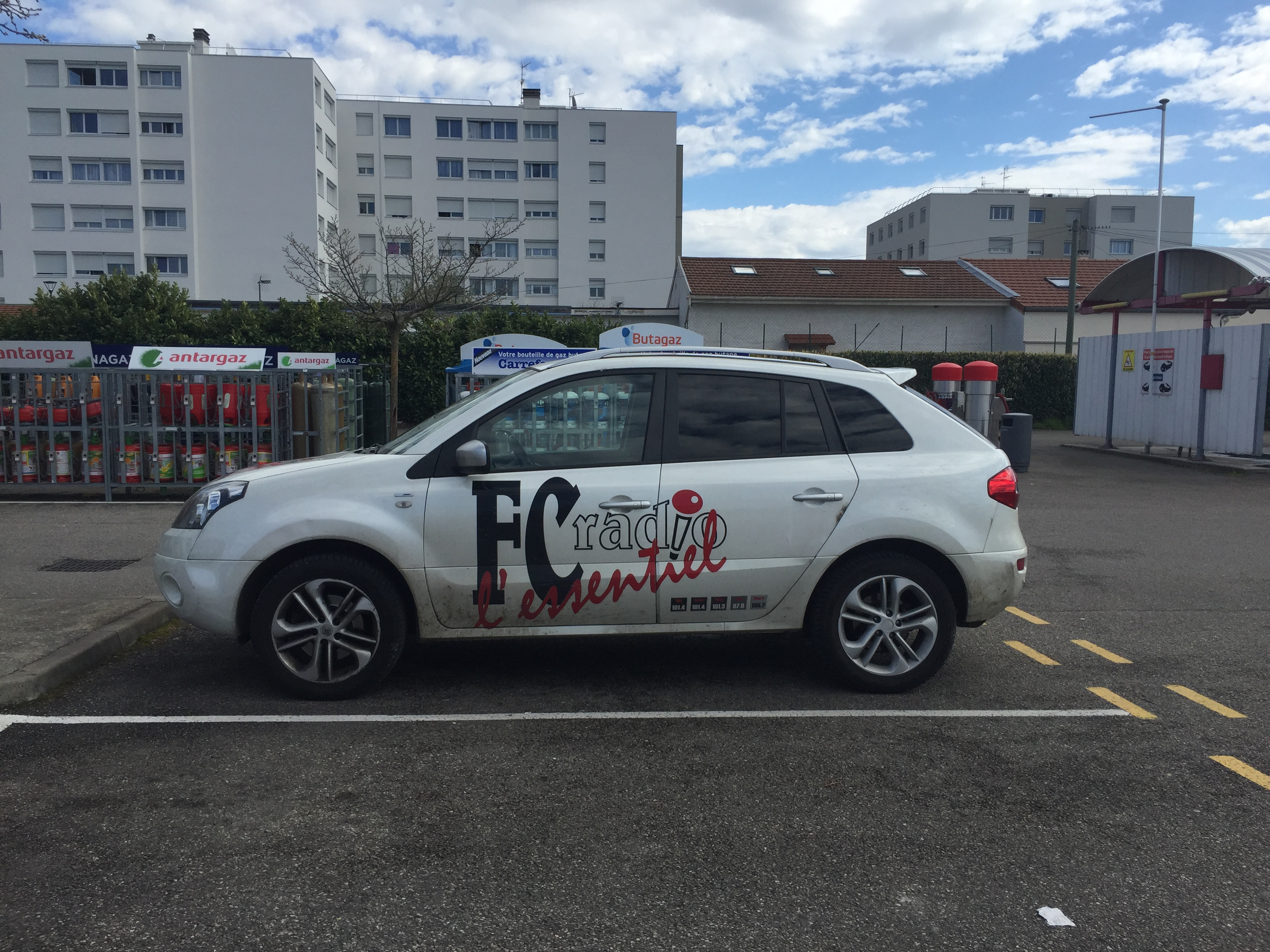
Une voiture FC Radio sur le parking de Carrefour Market de Miribel.

En 1988, FC Radio est autorisée à émettre sur 97,6 MHz depuis son émetteur du Mont Luisandre qui, avec une puissance d'1 kW, couvre à la fois Ambérieu-en-Bugey, la Dombes, Bourg-en-Bresse et va jusqu'à Lyon, Villefranche-sur-Saône et même Mâcon.
En 1990, elle arrive à Belley sur 94,2 MHz.
En 1996, elle commence à émettre dans des villes du Bugey : Hauteville-Lompnes (87,9 MHz), Culoz (87,8 MHz) et Lompnieu (89,9 MHz) pour couvrir une partie du Valromey. En 2000 arrive l'émetteur pour l'autre partie du Valromey, à Belmont-Luthézieu (107,0 MHz). FC Radio arrivera à Nantua (97,5 MHz) en 2001 pour remplacer Chérie FM. Cinq ans plus tard, l'émetteur de Lagnieu (96,7 MHz) est activé.
En 2011, sa couverture s'améliore grâce à des autorisations obtenues à Bourg-en-Bresse (101,4 MHz), Oyonnax (101,4 MHz), Nantua (101,3 MHz) et Bellegarde-sur-Valserine (105,7 MHz).
En juin 2020 est allumé un réémetteur pour Lompnieu et d'autres communes du Valromey sur le 89,9 MHz.
Aujourd'hui, toutes les régions de l'Ain sont couvertes par FC Radio (Bresse, Dombes, Bugey et Valromey), sauf le Pays de Gex qui ne bénéficie pas de fréquences FM.
Le 22 mai 2021, FC Radio commence ses émissions en DAB+ (radio numérique) sur Bourg-en-Bresse. Depuis 2022, elle diffuse en numérique sur Annemasse, notamment pour pouvoir couvrir le Pays de Gex.

### Caractéristiques des émetteurs FM
En juillet 2019, le 101.4 de Bourg-en-Bresse change de site d'émission en passant du toit de l'institut médico-éducatif "Le Prélion" à Péronnas, où l'émetteur était autogéré au château d'eau de Saint-Rémy, afin d'obtenir une meilleure zone de couverture.
| Secteur              | Fréquence | Diffuseur      | RDS (PS) | RDS (RadioText)                     | Adresse de diffusion                                      | Puissance | Autorisée depuis                            |
| -------------------- | --------- | -------------- | -------- | ----------------------------------- | --------------------------------------------------------- | --------- | ------------------------------------------- |
| Ambérieu-en-Bugey    | 97.6      | Auto-diffusion | FC_RADIO | LA RADIO DE L'AIN                   | Mont Luisandre 01230 Saint-Rambert-en-Bugey               | 1 kW      | 1988                                        |
| Artemare             | 107.0     | Auto-diffusion | FC_RADIO | LA RADIO DE L'AIN                   | Mairie, Services techniques, D8 01260 Belmont-Luthézieu   | 100 W     | 2000                                        |
| Belley               | 94.2      | Auto-diffusion | FC_RADIO | LA RADIO DE L'AIN                   | Château Larron 770, avenue de Château Larron 01300 Belley | 200 W     | 1990                                        |
| Bourg-en-Bresse      | 101.4     | Towercast      | FC_RADIO | LA RADIO DE L'AIN / BOURG EN BRESSE | Château d'eau Bellevue 01310 Saint-Rémy                   | 1 kW      | 2011 Changement de site d'émission en 2019. |
| Culoz                | 87.8      | Auto-diffusion | FC_RADIO | LA RADIO DE L'AIN                   | Château d'eau d'Aux Anges, D120 01350 Culoz               | 100 W     | 1996                                        |
| Lagnieu              | 96.7      | Auto-diffusion | FC_RADIO | LA RADIO DE L'AIN                   | Allée des Tours Tour Montferrand 1 01150 Lagnieu          | 5 W       | 2006                                        |
| Lompnieu             | 89.9      | Auto-diffusion | FC_RADIO | LA RADIO DE L'AIN                   | Sothonod 01260 Songieu                                    | 100 W     | 1996                                        |
| Nantua               | 101.3     | Towercast      | FC_RADIO | LA RADIO DE L'AIN                   | Mornay 01460 Nurieux-Volognat                             | 100 W     | 2011                                        |
| Oyonnax              | 101.4     | Towercast      | FC_RADIO | LA RADIO DE L'AIN                   | Les Grandes Roches 01100 Oyonnax                          | 100 W     | 2011                                        |
| Plateau d'Hauteville | 87.9      | Auto-diffusion | FC_RADIO | LA RADIO DE L'AIN                   | Rue du Cimetière 01110 Hauteville-Lompnes                 | 100 W     | 1996                                        |
| Valserhône           | 105.7     | Towercast      | FC_RADIO | LA RADIO DE L'AIN                   | La Forêt 01200 Bellegarde-sur-Valserine                   | 200 W     | 2011                                        |

### Diffusion enDAB+
Le 26 octobre 2020, le CSA autorise FC Radio sur le prochain multiplex local d'Annemasse. Cette opportunité permet à cette station de pouvoir toucher le Pays de Gex, jusqu'alors non couvert en FM. La diffusion commencera prochainement.
Le 30 mars 2021, FC Radio est autorisée à diffuser ses programmes en numérique sur Bourg-en-Bresse. Les émissions débutent le 22 mai 2021 sur le multiplex 6D (fréquence : 187,072 MHz).

### Sites émetteurs

#### Ambérieu-en-Bugey (97.6)

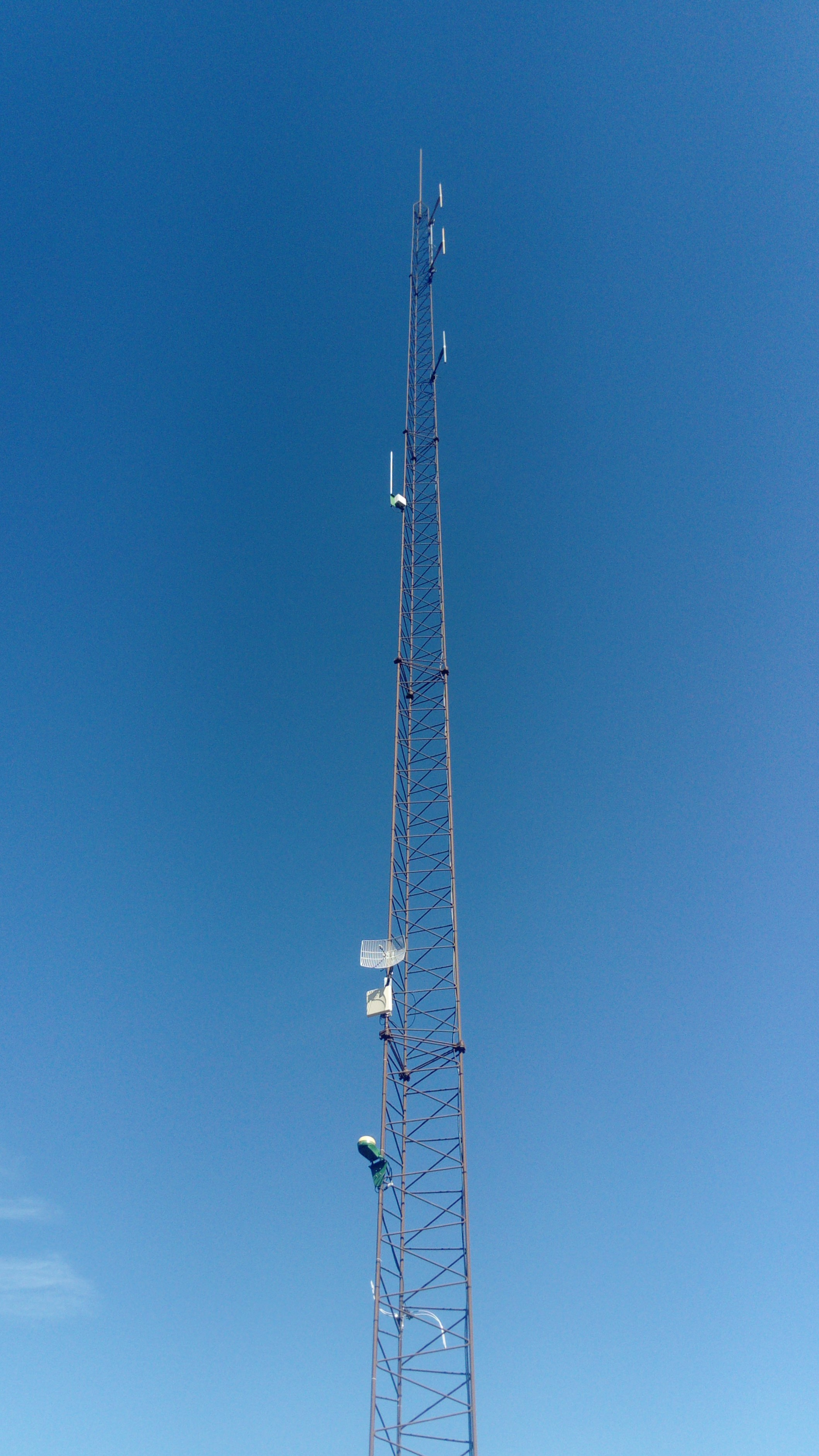
Site d'émission du Mont Luisandre (antennes d'émission au sommet, vue d'ensemble du pylône).
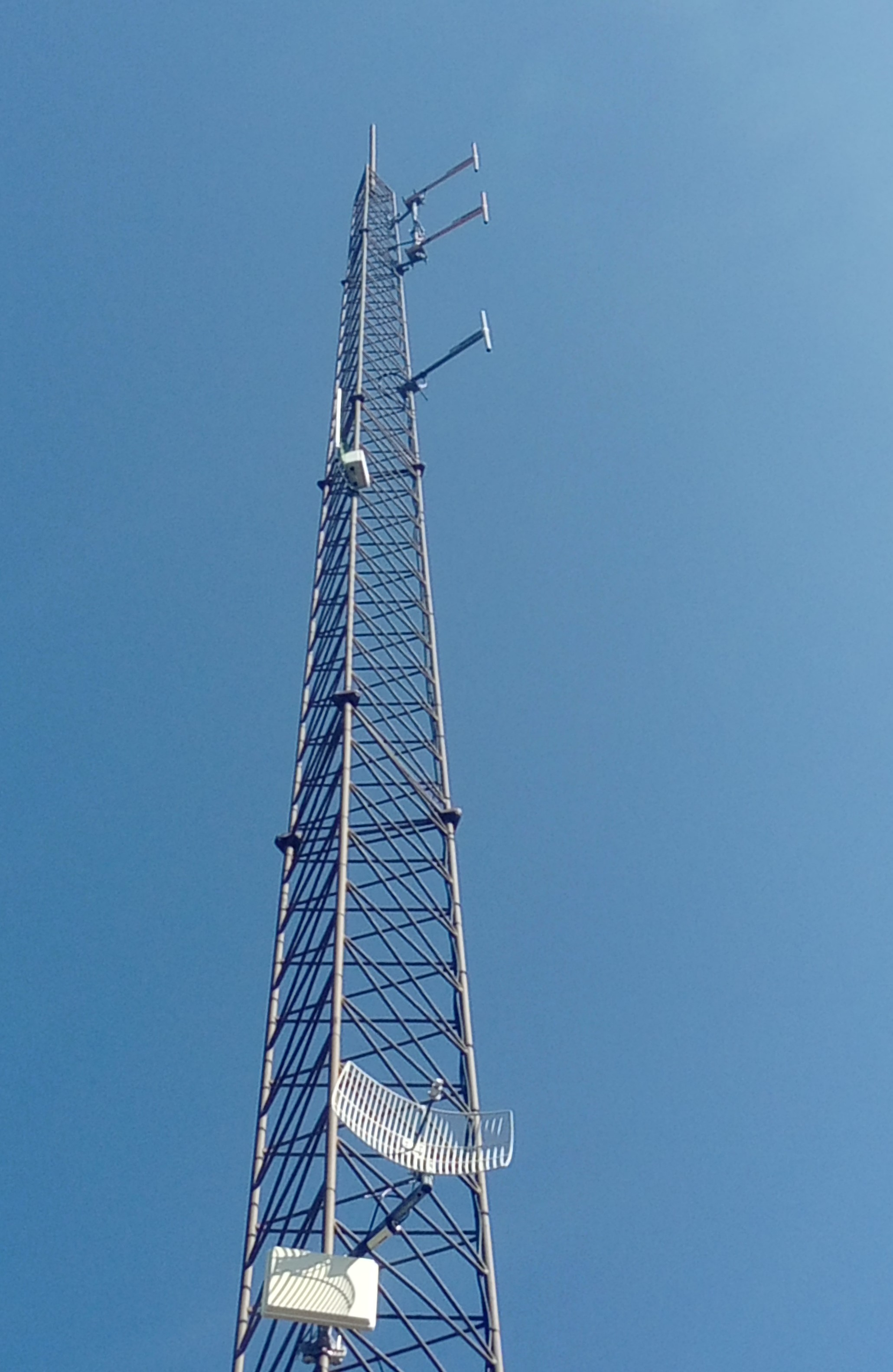
Site d'émission du Mont Luisandre (antennes d'émission au sommet).
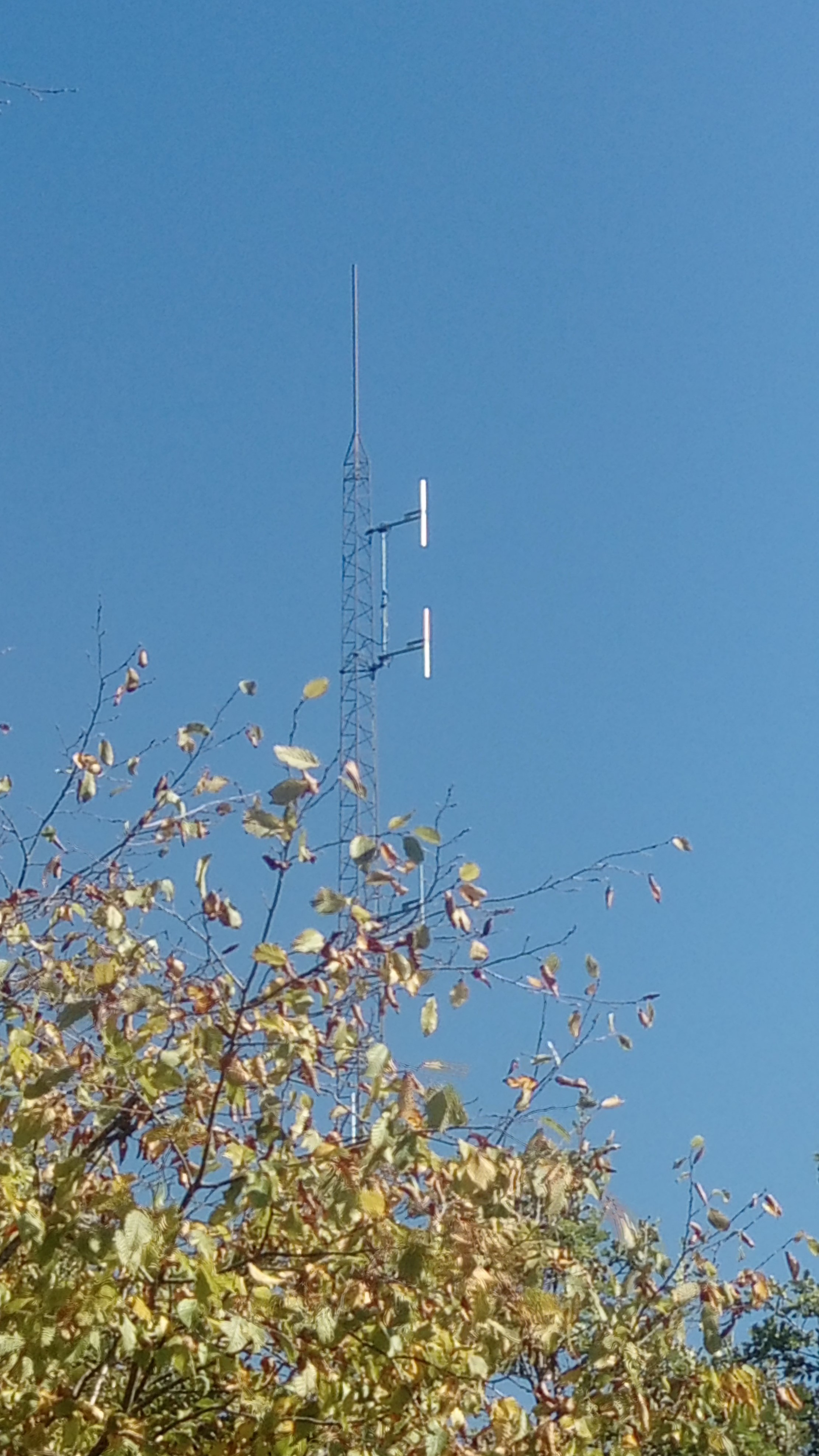
Site d'émission du Mont Luisandre (vue rapprochée sur les antennes d'émission).

#### Artemare (107.0)

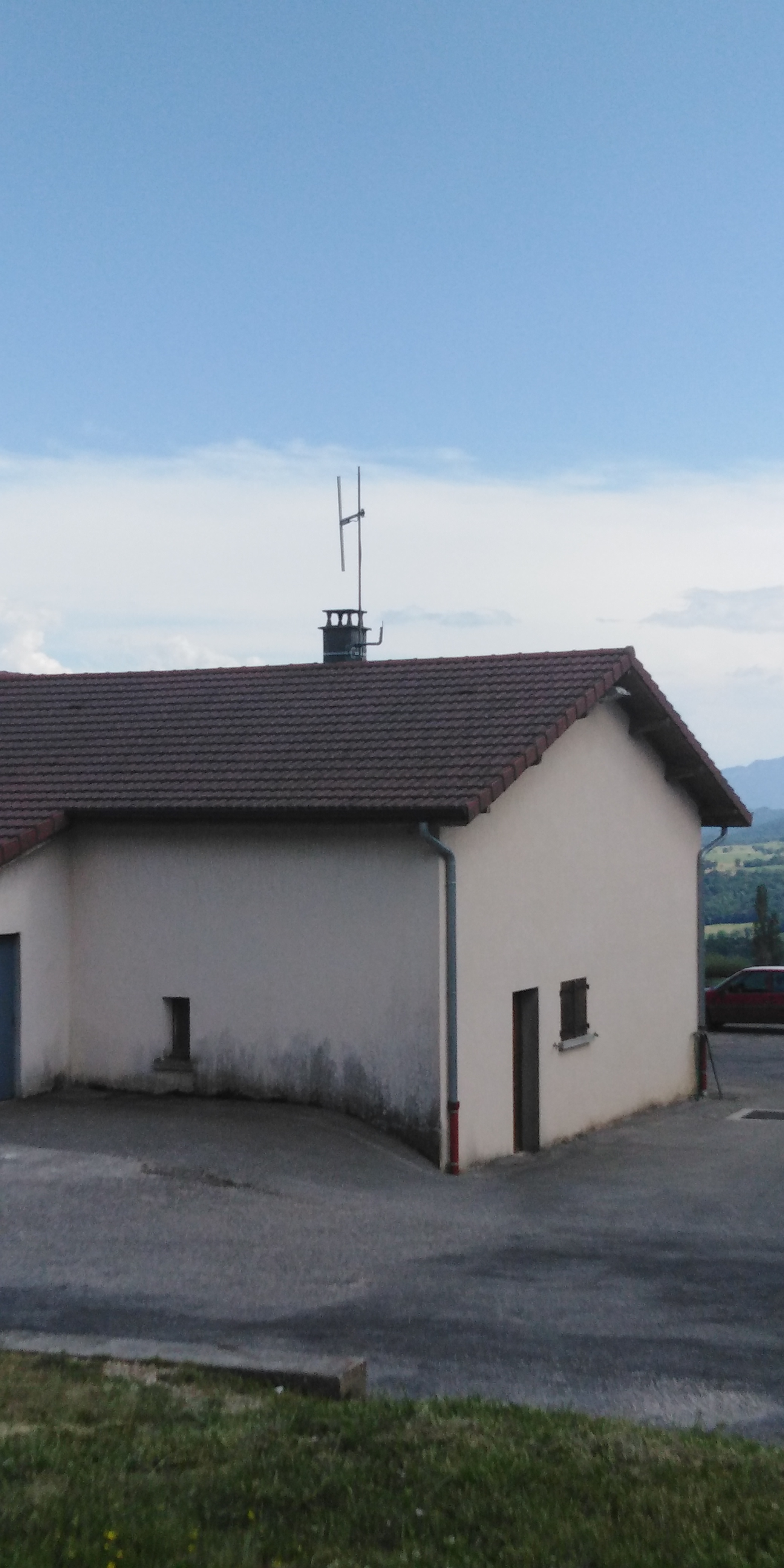
Émetteur de FC Radio pour Artemare, implanté dans le local technique de la mairie de Belmont-Luthézieu.
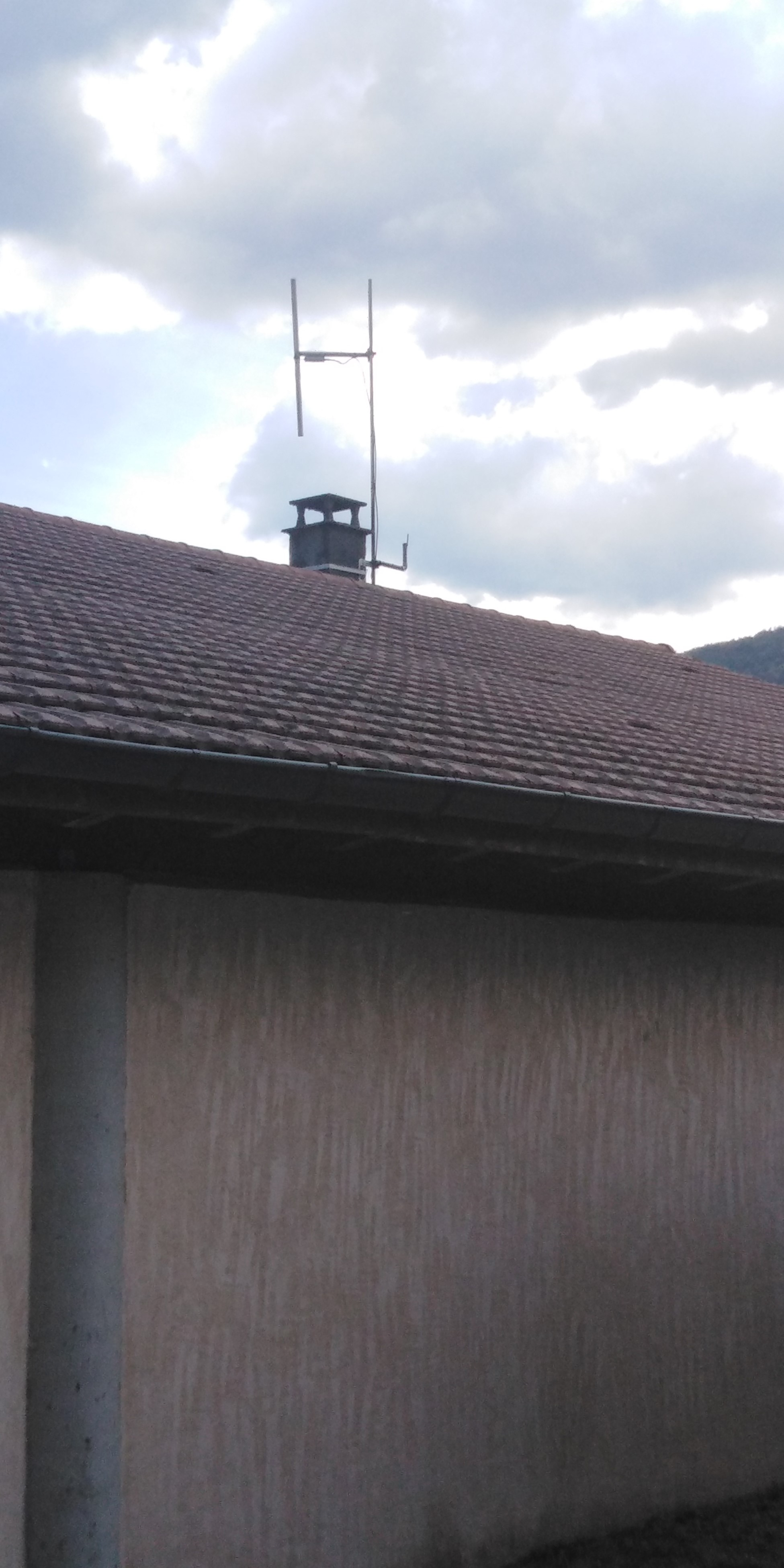
Émetteur de FC Radio pour Artemare.
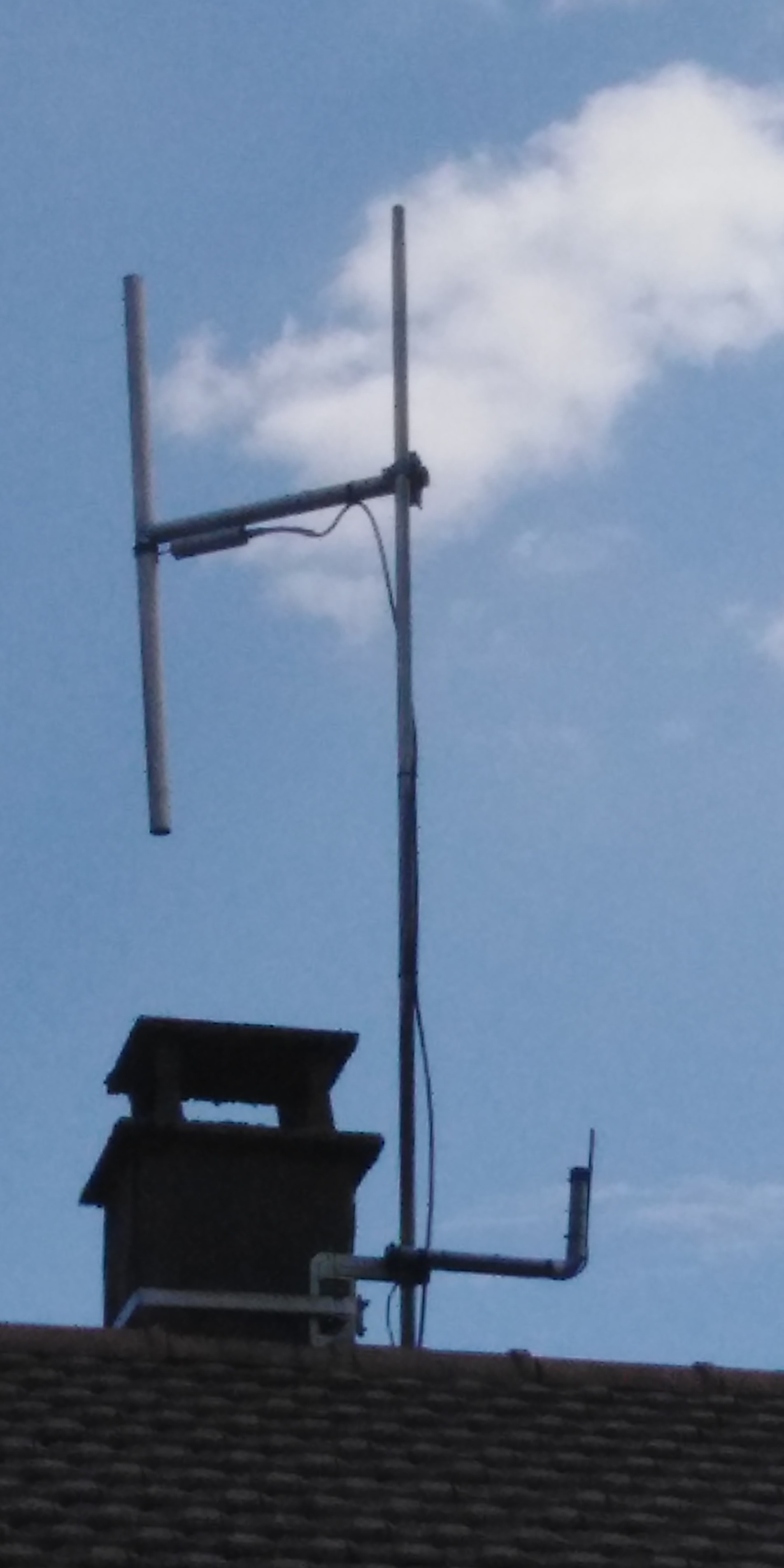
Émetteur de FC Radio pour Artemare, vue rapprochée.

#### Belley (94.2)

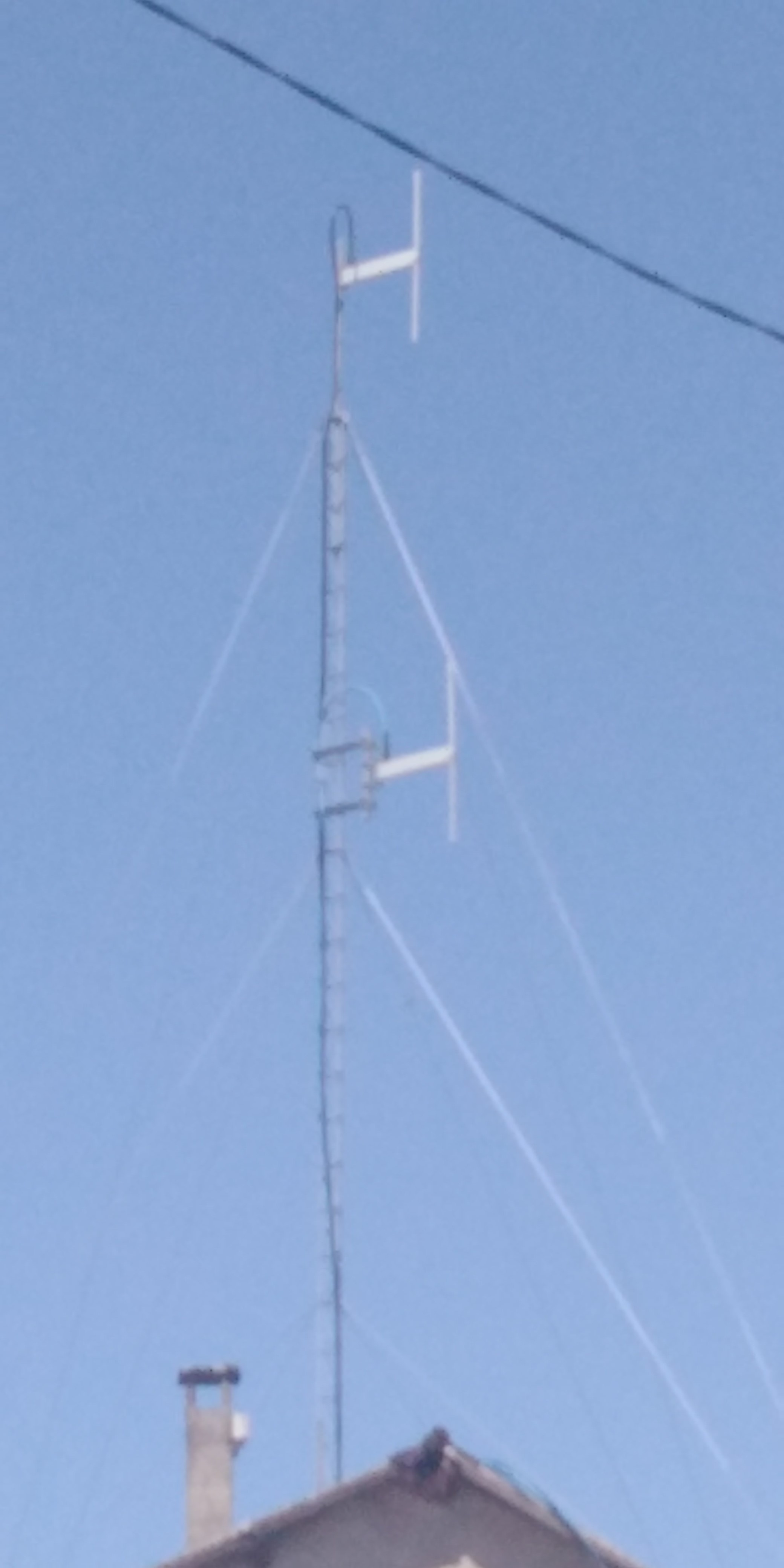
Émetteur de FC Radio à Belley, au nord-ouest de la ville (vue de devant).
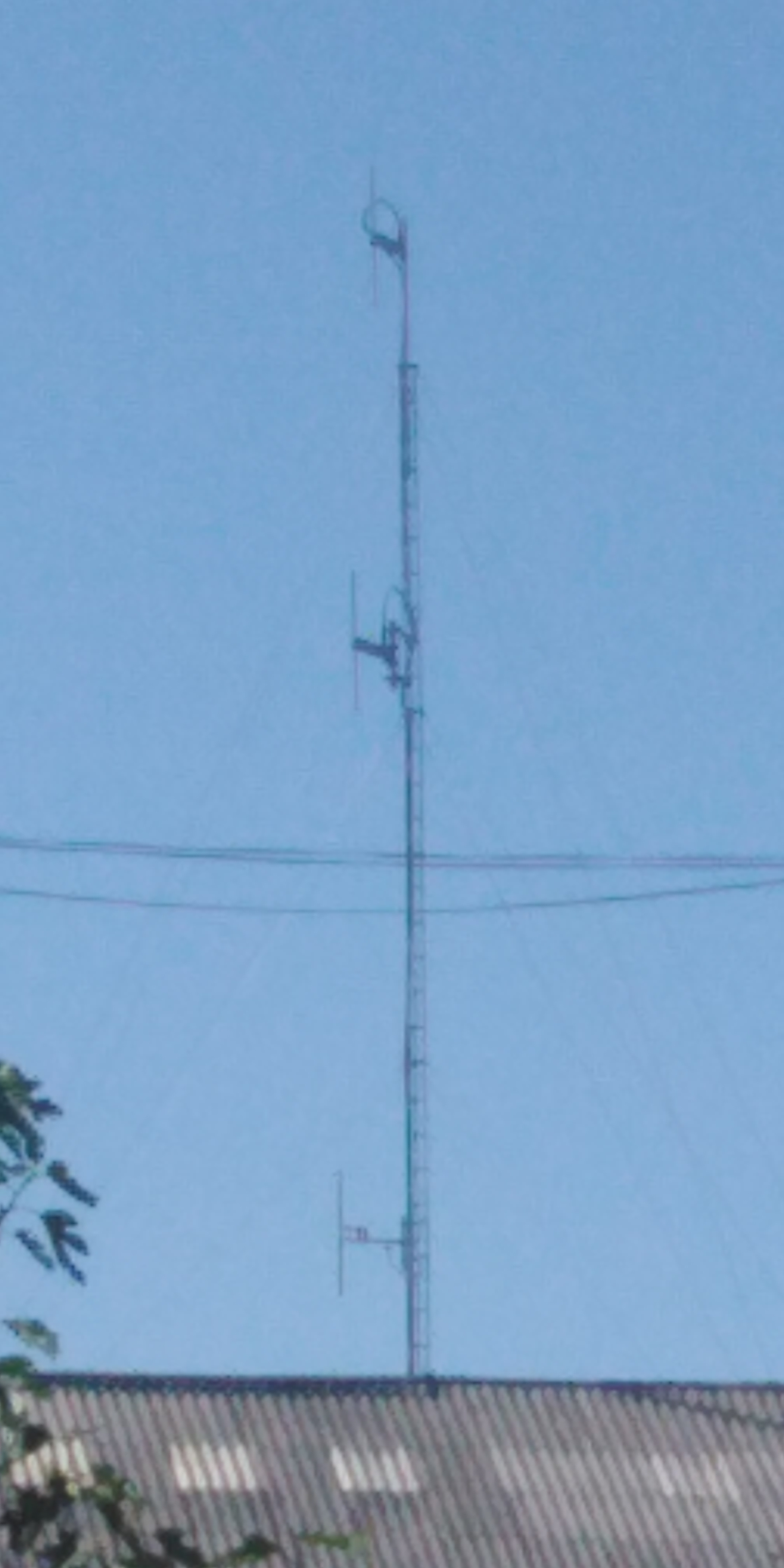
Émetteur de FC Radio à Belley, au nord-ouest de la ville (vue de derrière).

#### Bourg-en-Bresse (101.4 et 6D)

##### De 2011 à juillet 2019

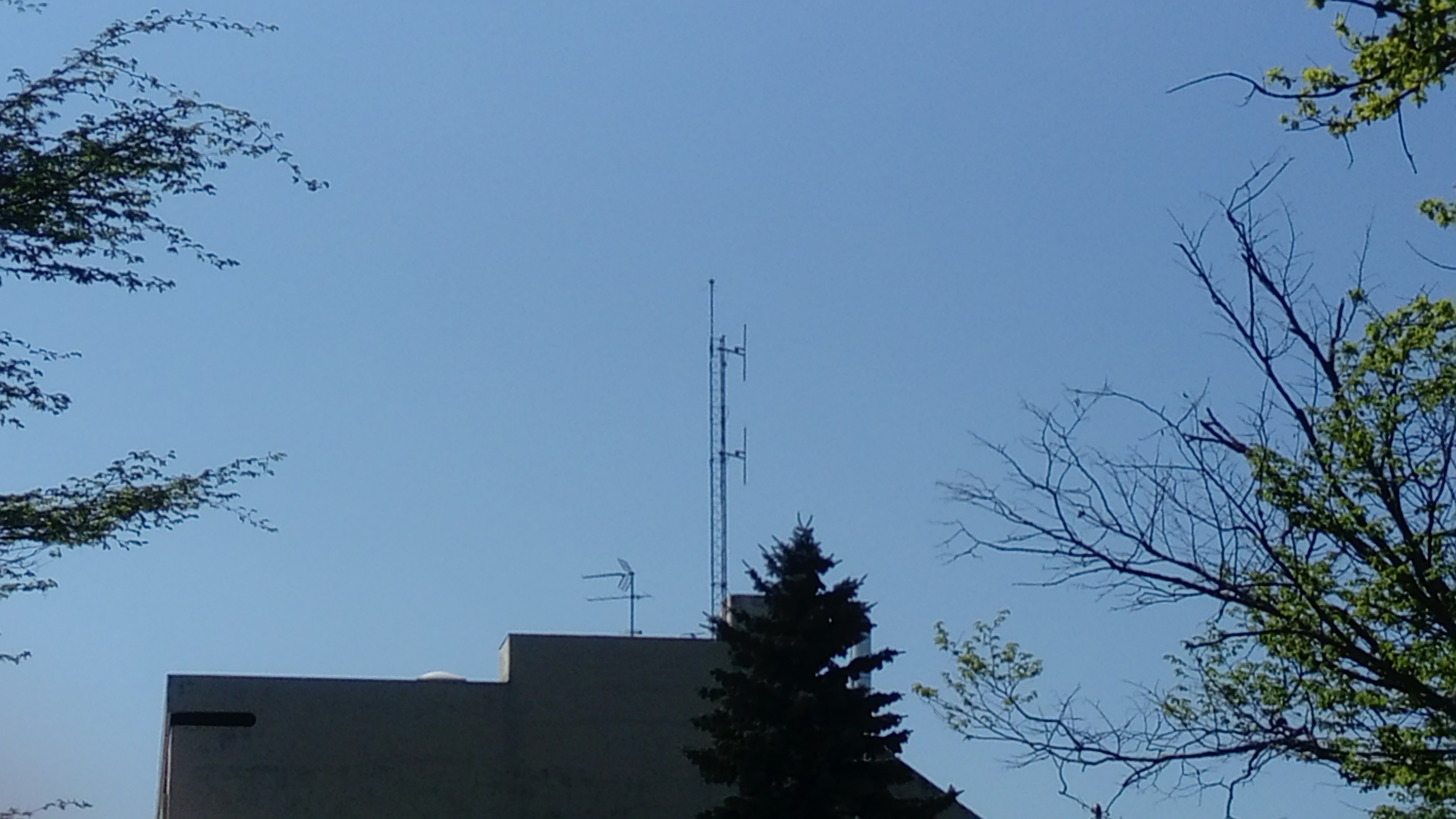
Ancien émetteur FM pour Bourg-en-Bresse, depuis Péronnas (vue rapprochée).
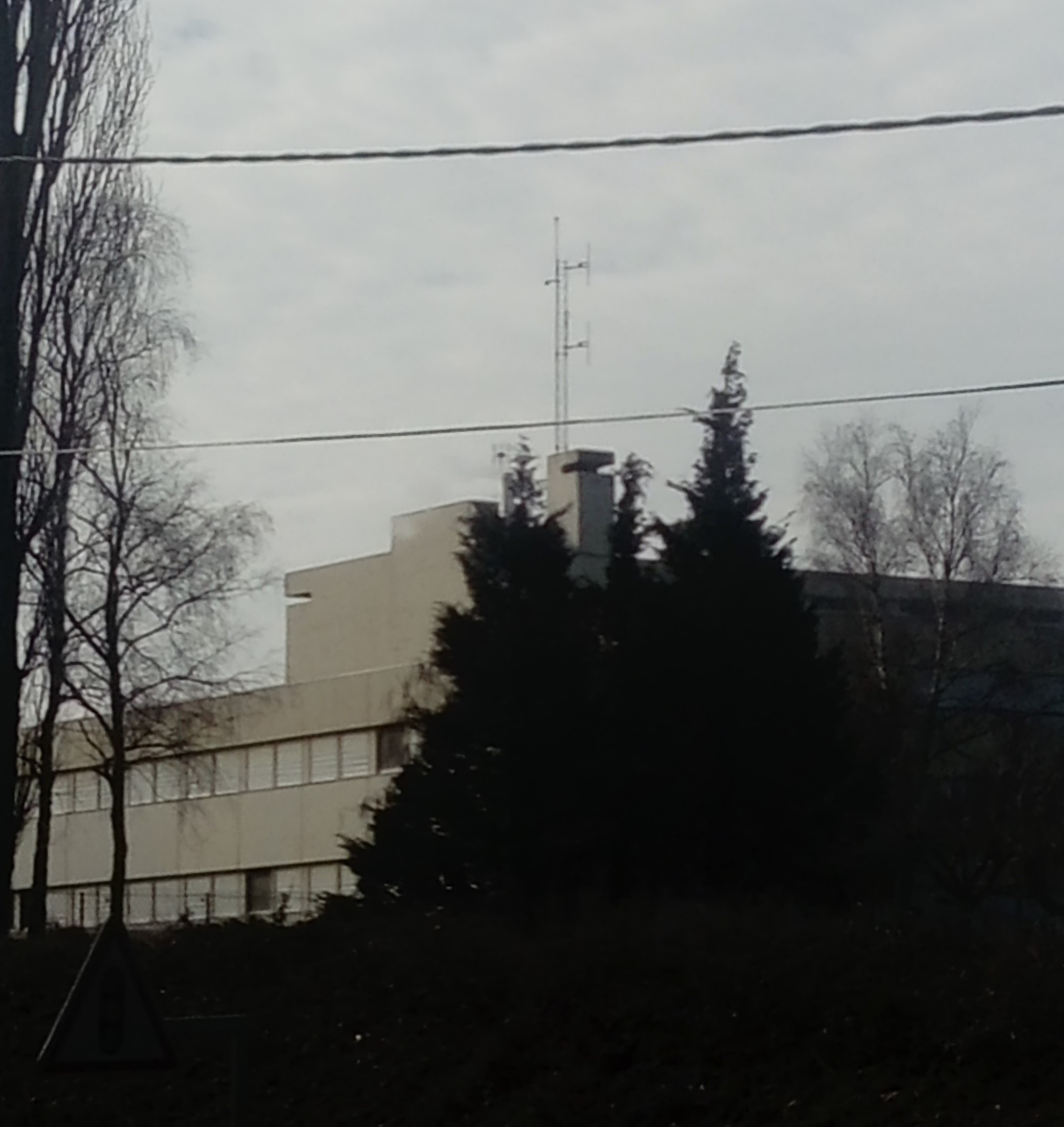
Ancien émetteur FM pour Bourg-en-Bresse, depuis Péronnas (vue d'ensemble).

##### Depuis juillet 2019

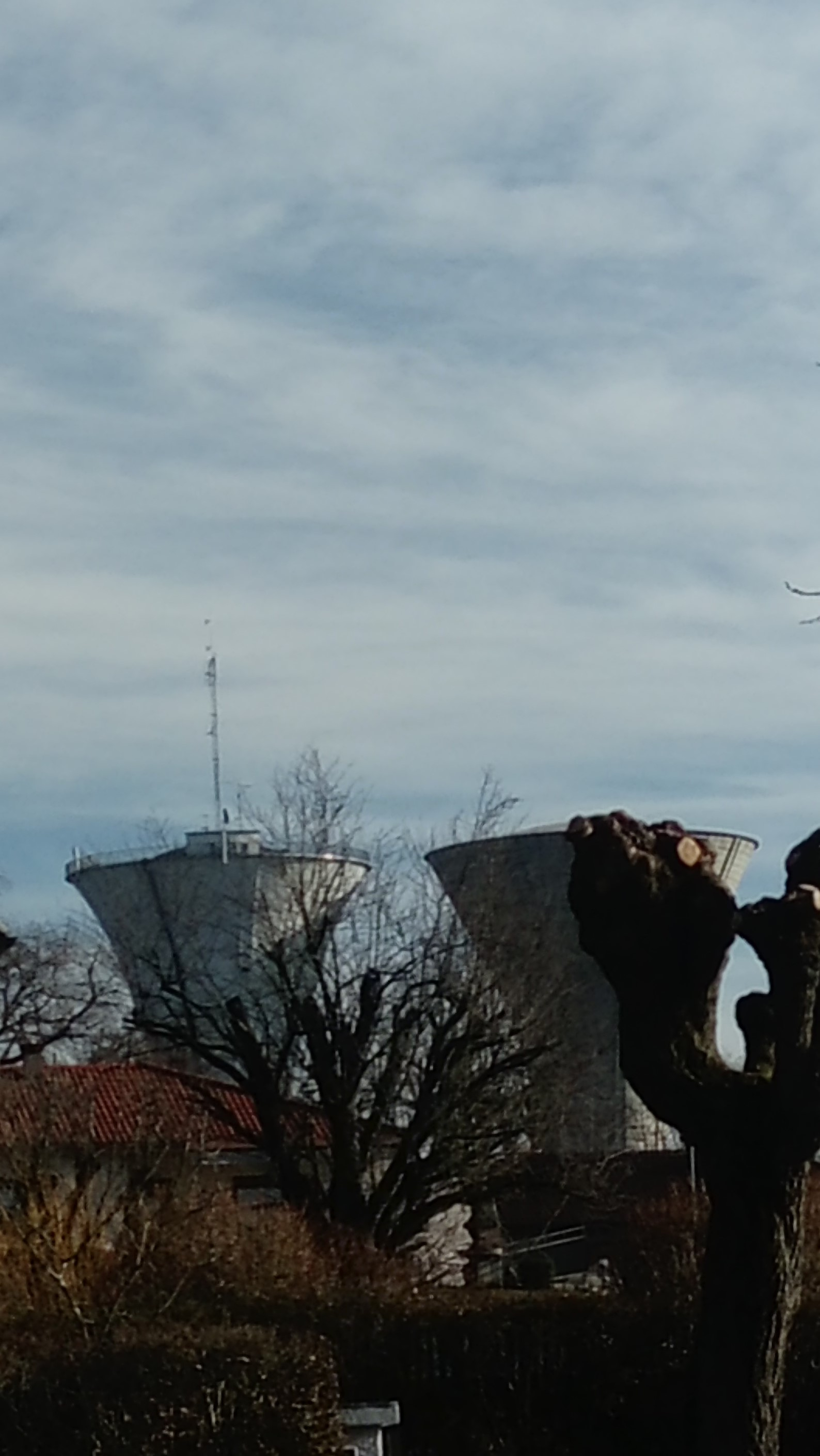
Actuel émetteur FM pour Bourg-en-Bresse.
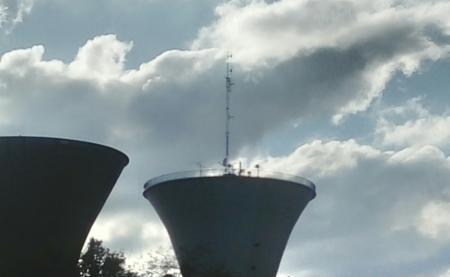
Actuel émetteur FM pour Bourg-en-Bresse (vue d'ensemble).
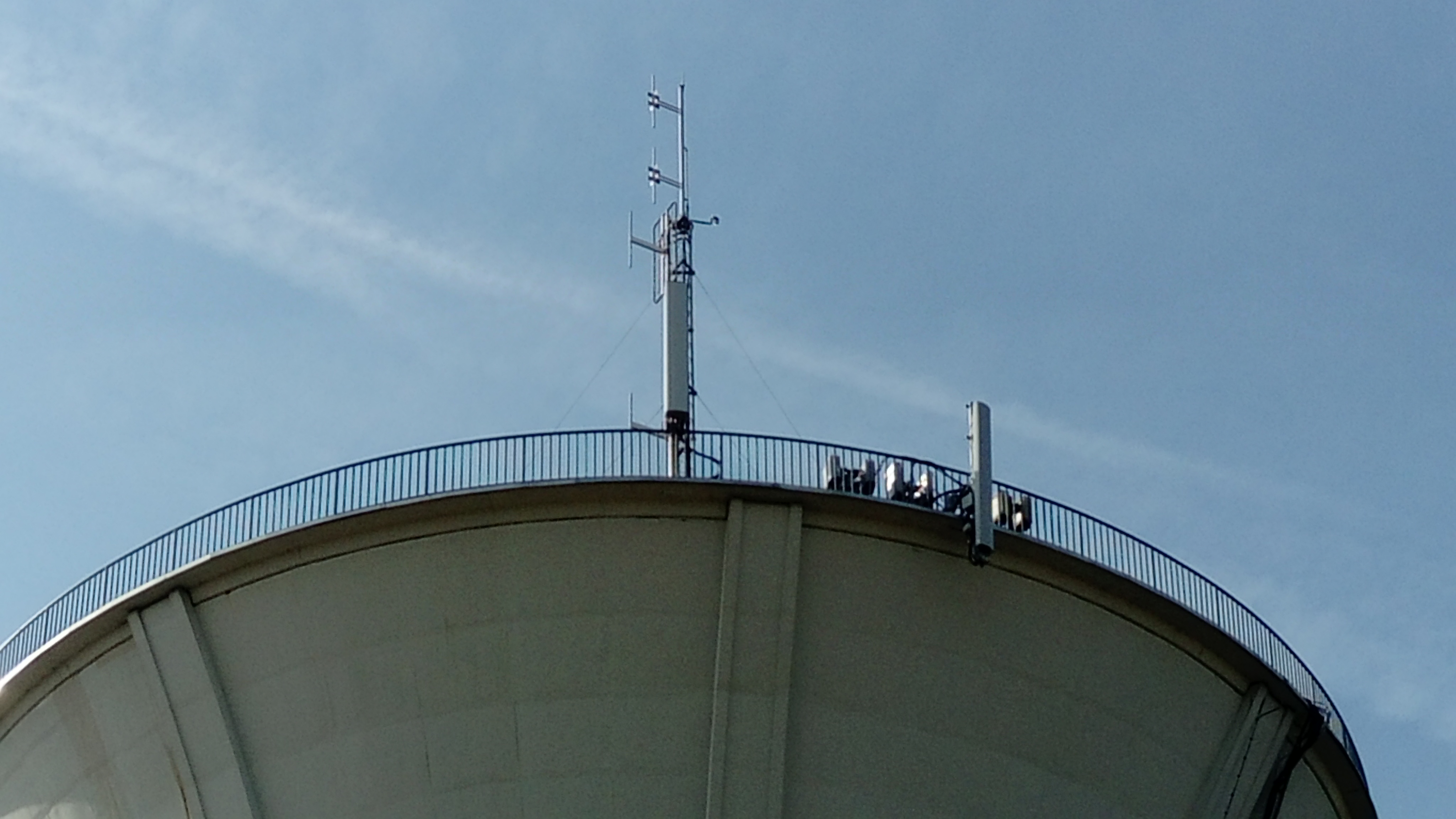
Actuel émetteur FM pour Bourg-en-Bresse (vue rapprochée).

##### Depuis le 22 mai 2021

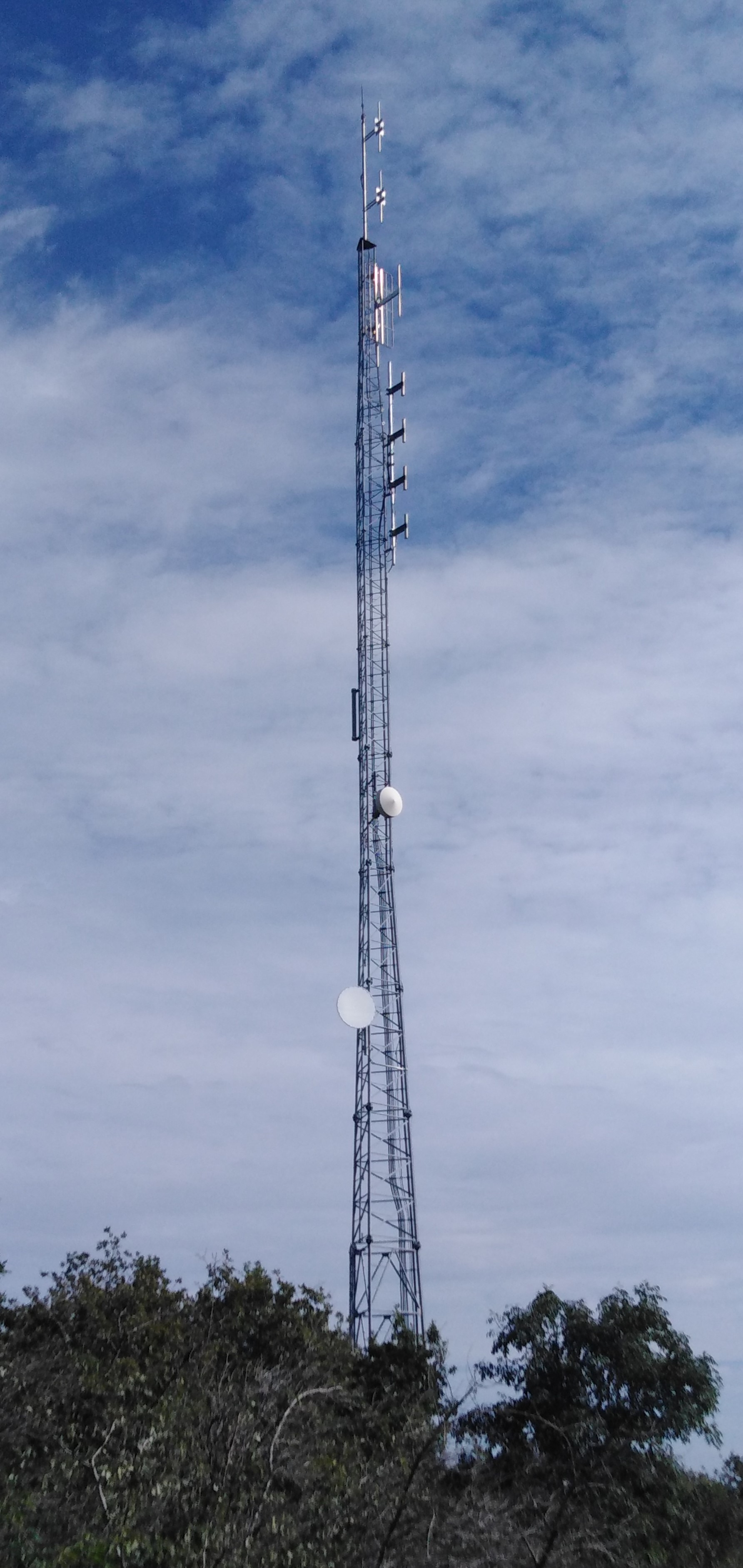
Émetteur DAB+ pour Bourg-en-Bresse (vue de profil).
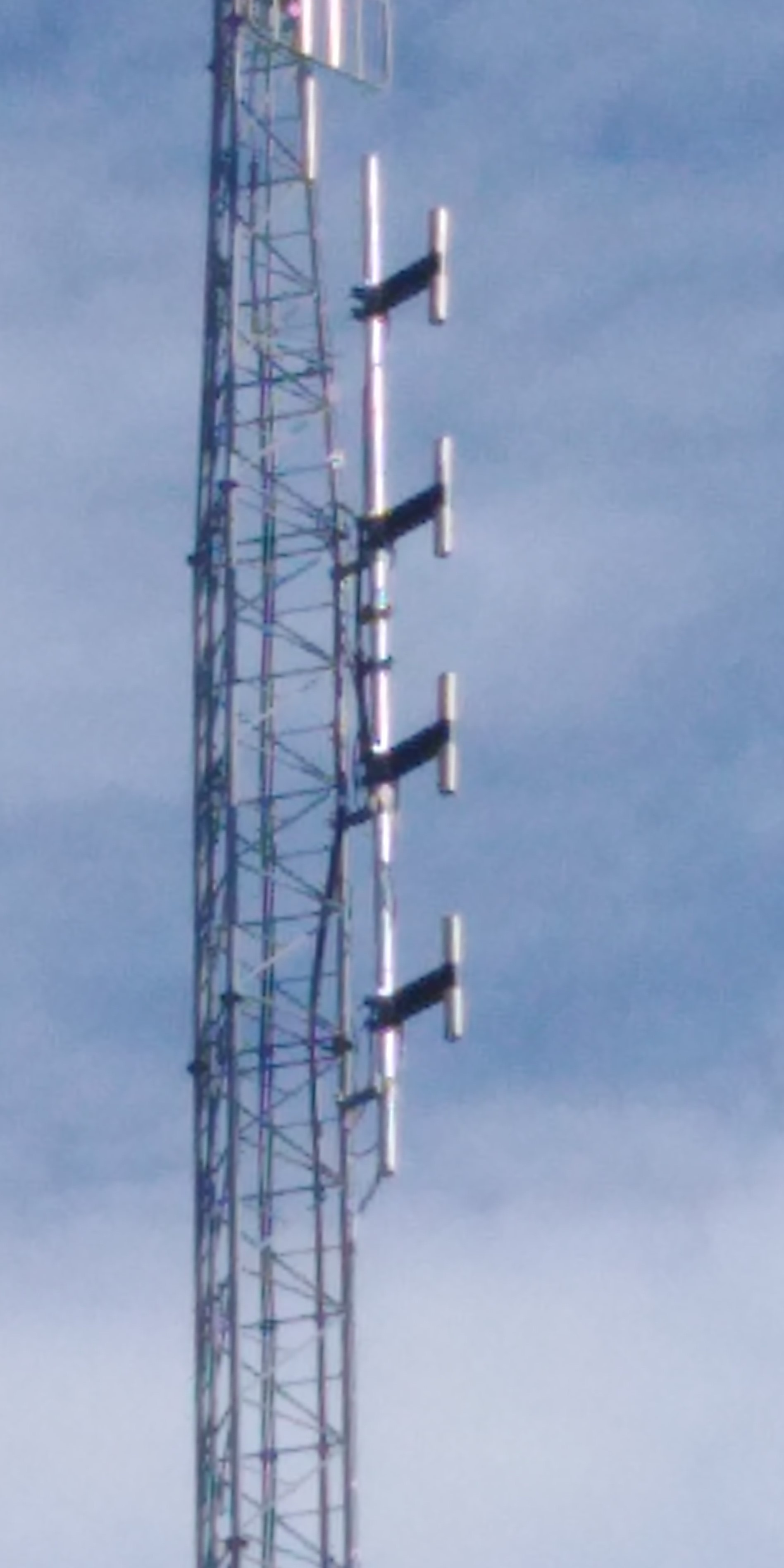
Émetteur DAB+ pour Bourg-en-Bresse (vue rapprochée sur les antennes DAB+).
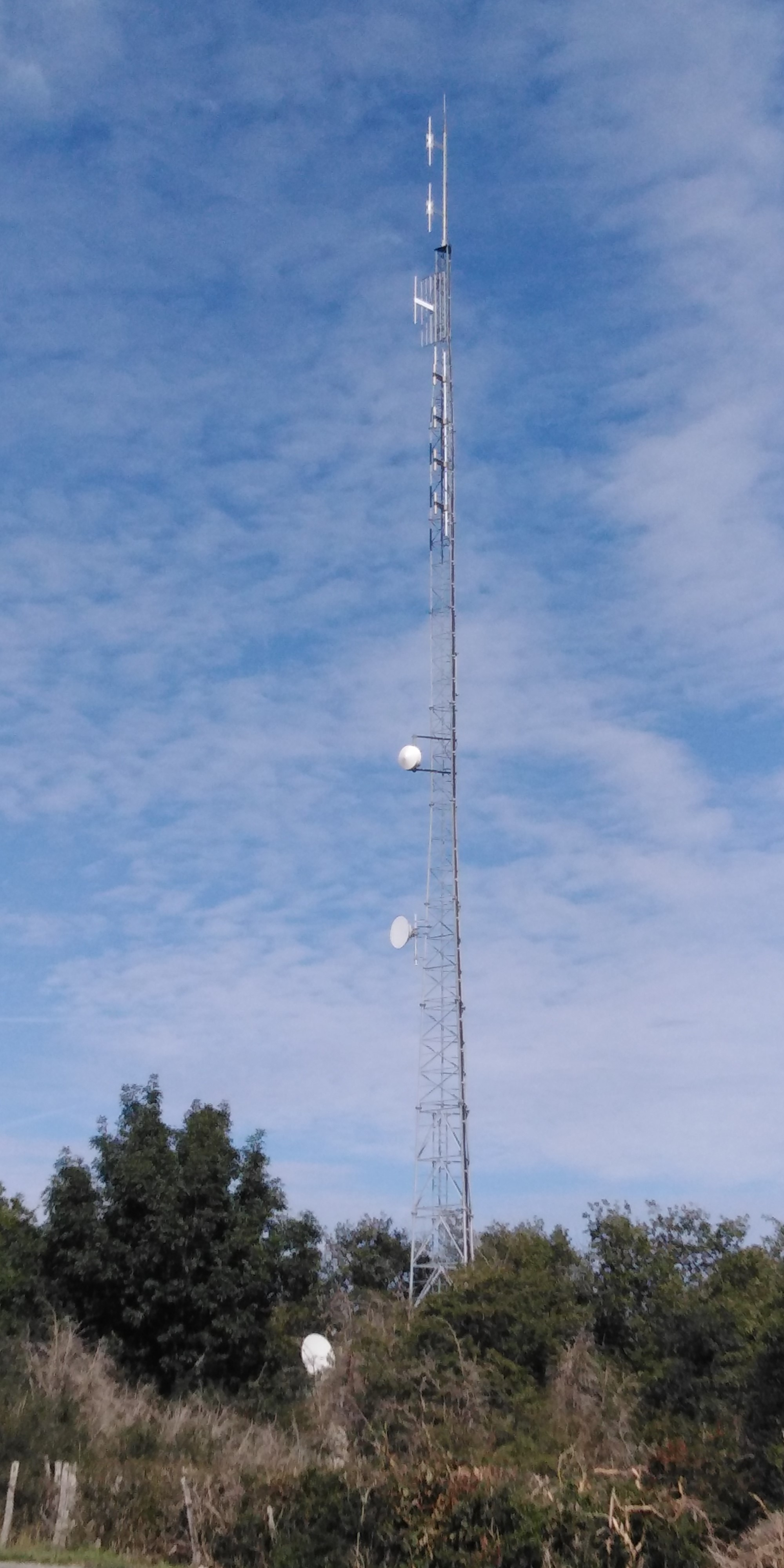
Émetteur DAB+ pour Bourg-en-Bresse (autre vue de profil).

#### Culoz (87.8)

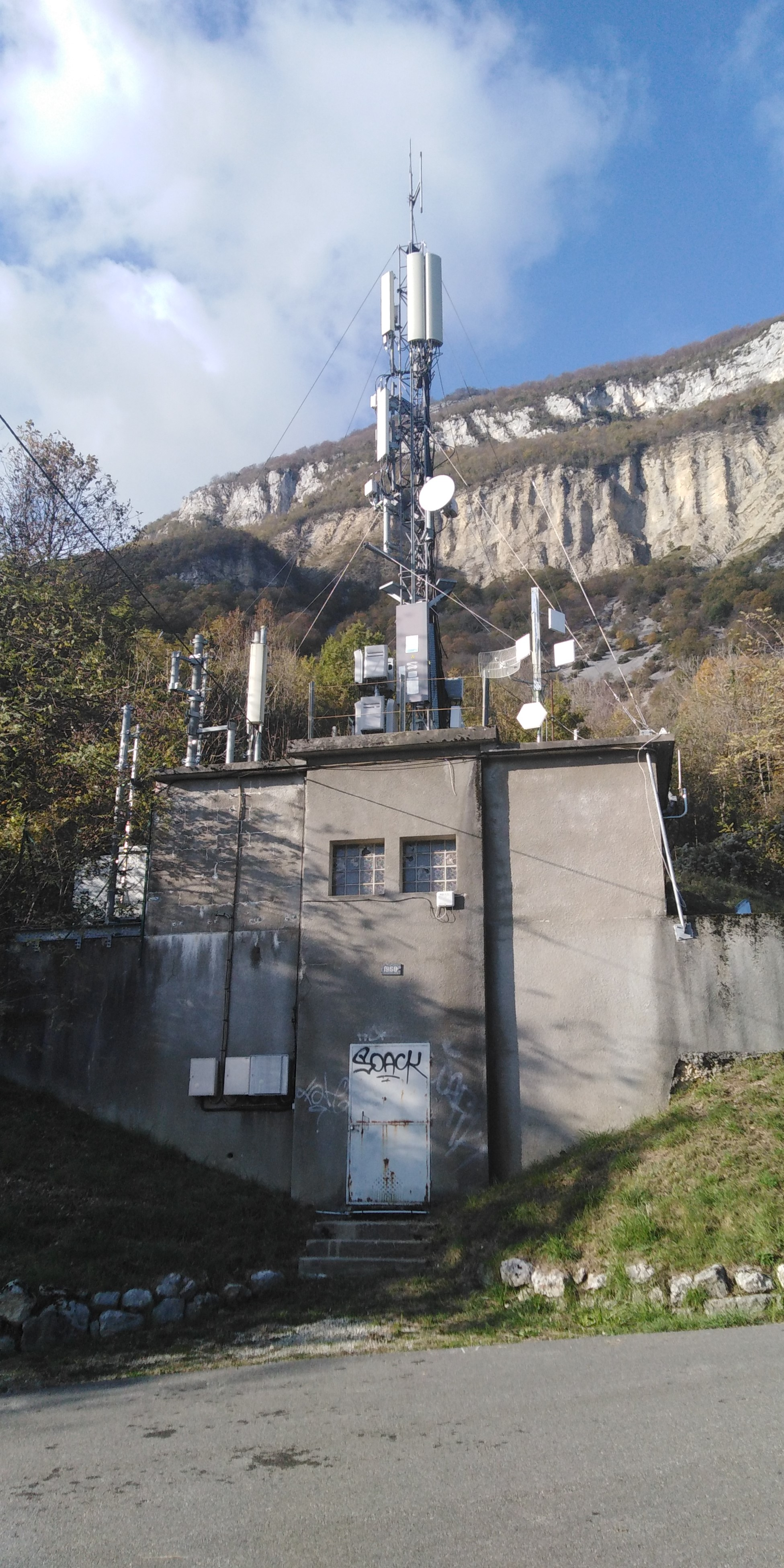
Château d'eau de Culoz accueillant entre autres le réémetteur de FC Radio pour Culoz (vue d'ensemble).
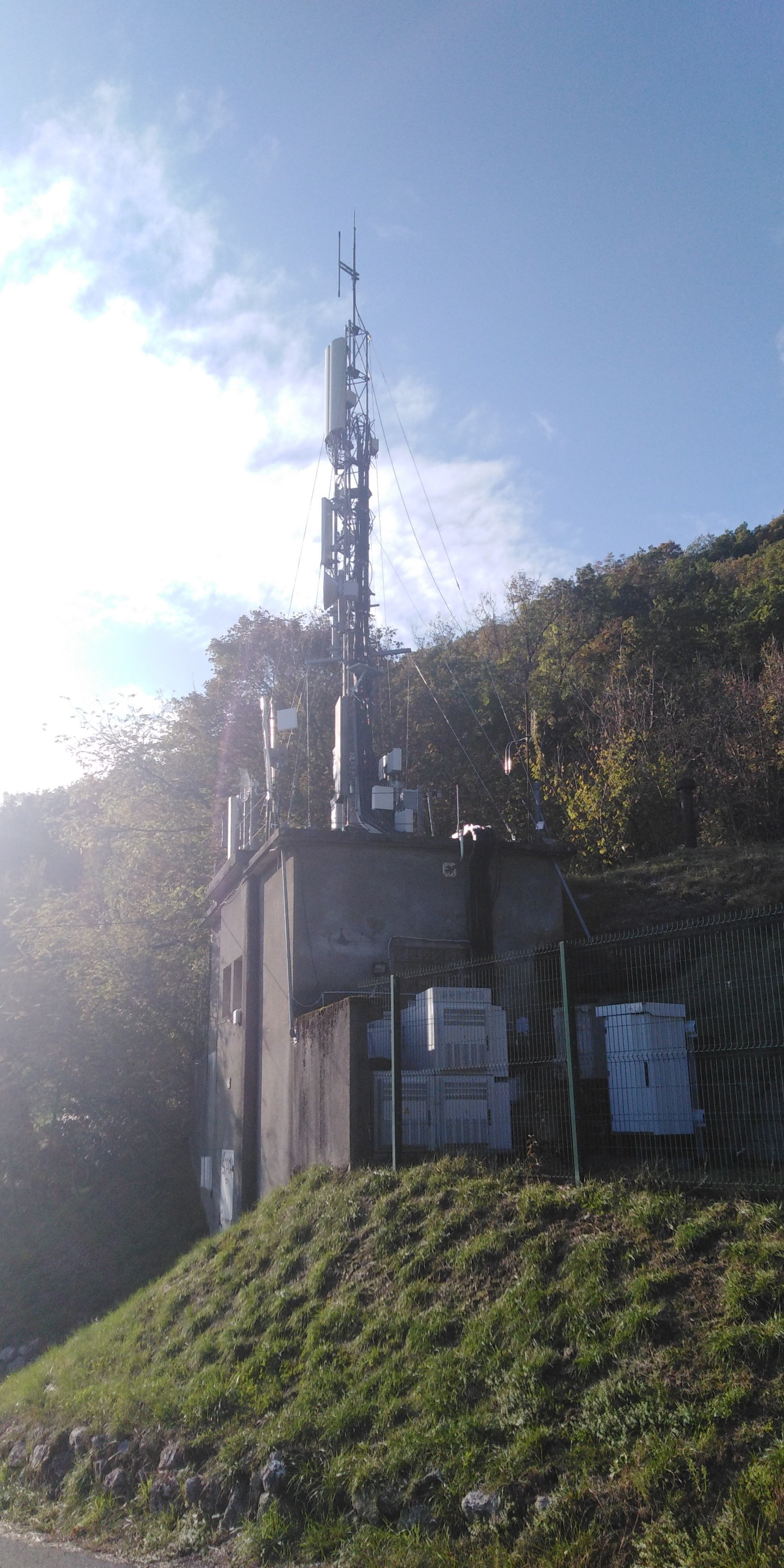
Château d'eau de Culoz accueillant entre autres le réémetteur de FC Radio pour Culoz (vue de profil).
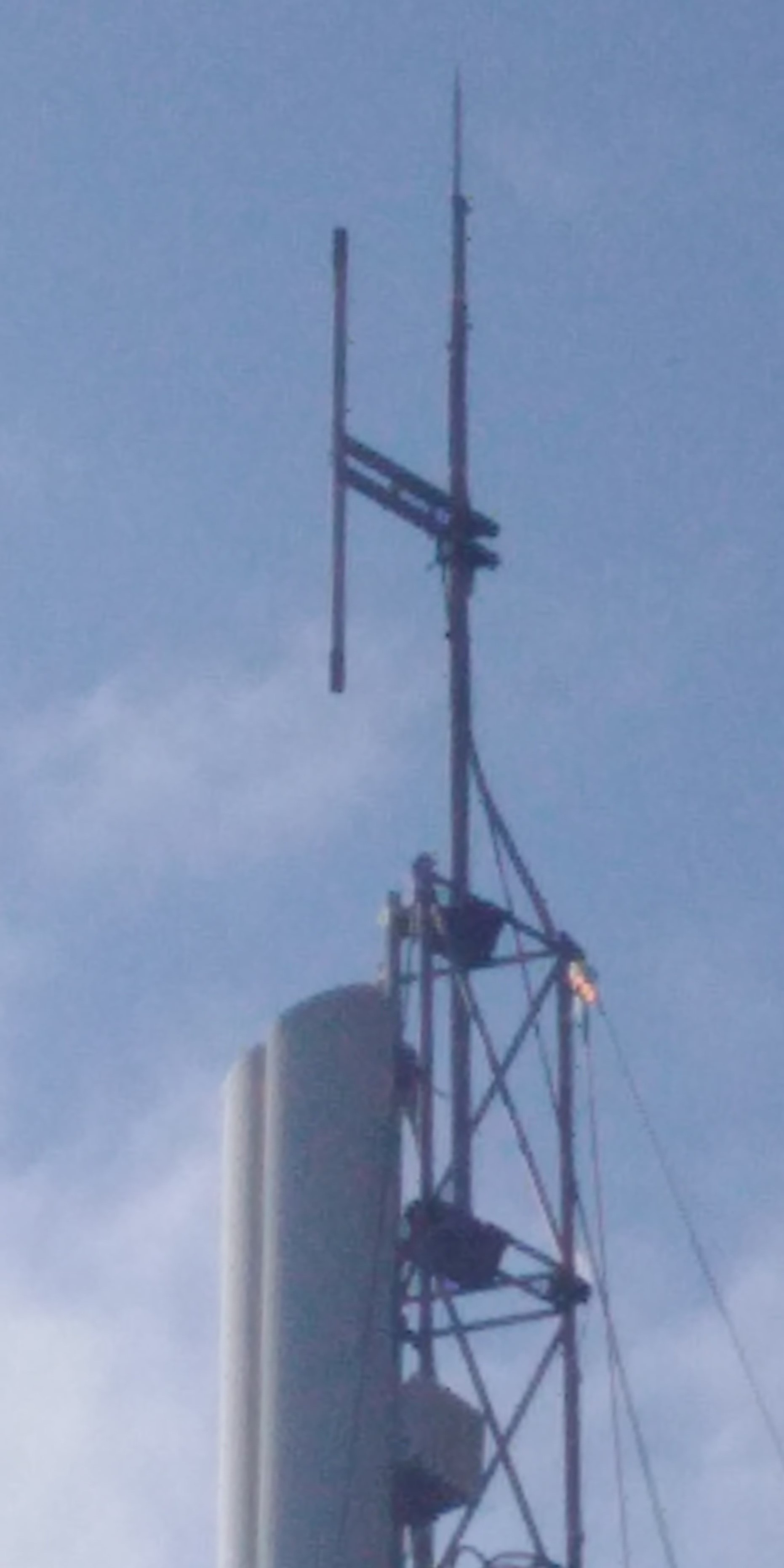
Vue rapprochée sur le dipôle d'émission.

#### Lagnieu (96.7)

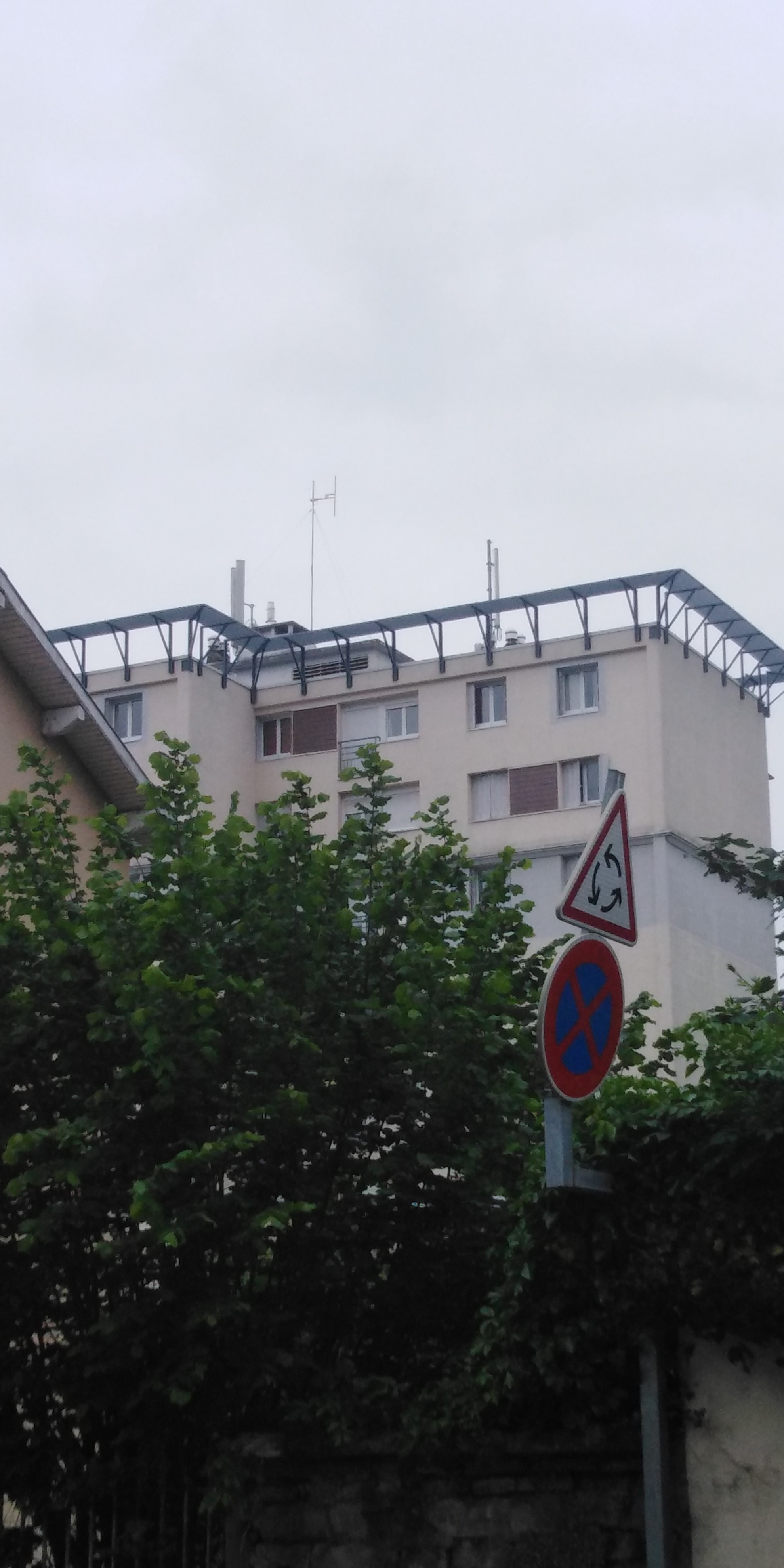
L'émetteur de FC Radio pour Lagnieu, depuis la route du Port.
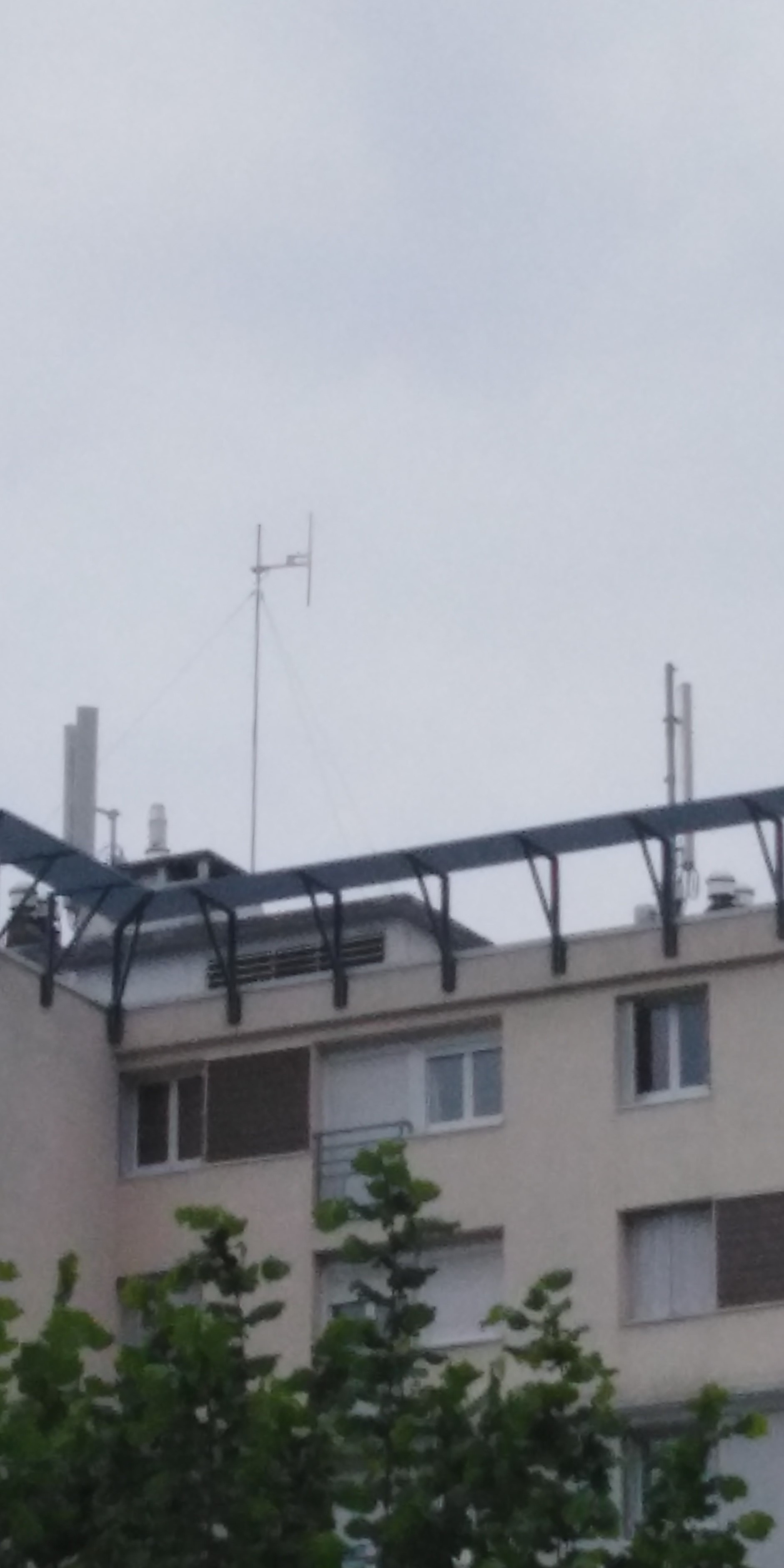
Vue rapprochée de l'émetteur lagnolan pour FC Radio.
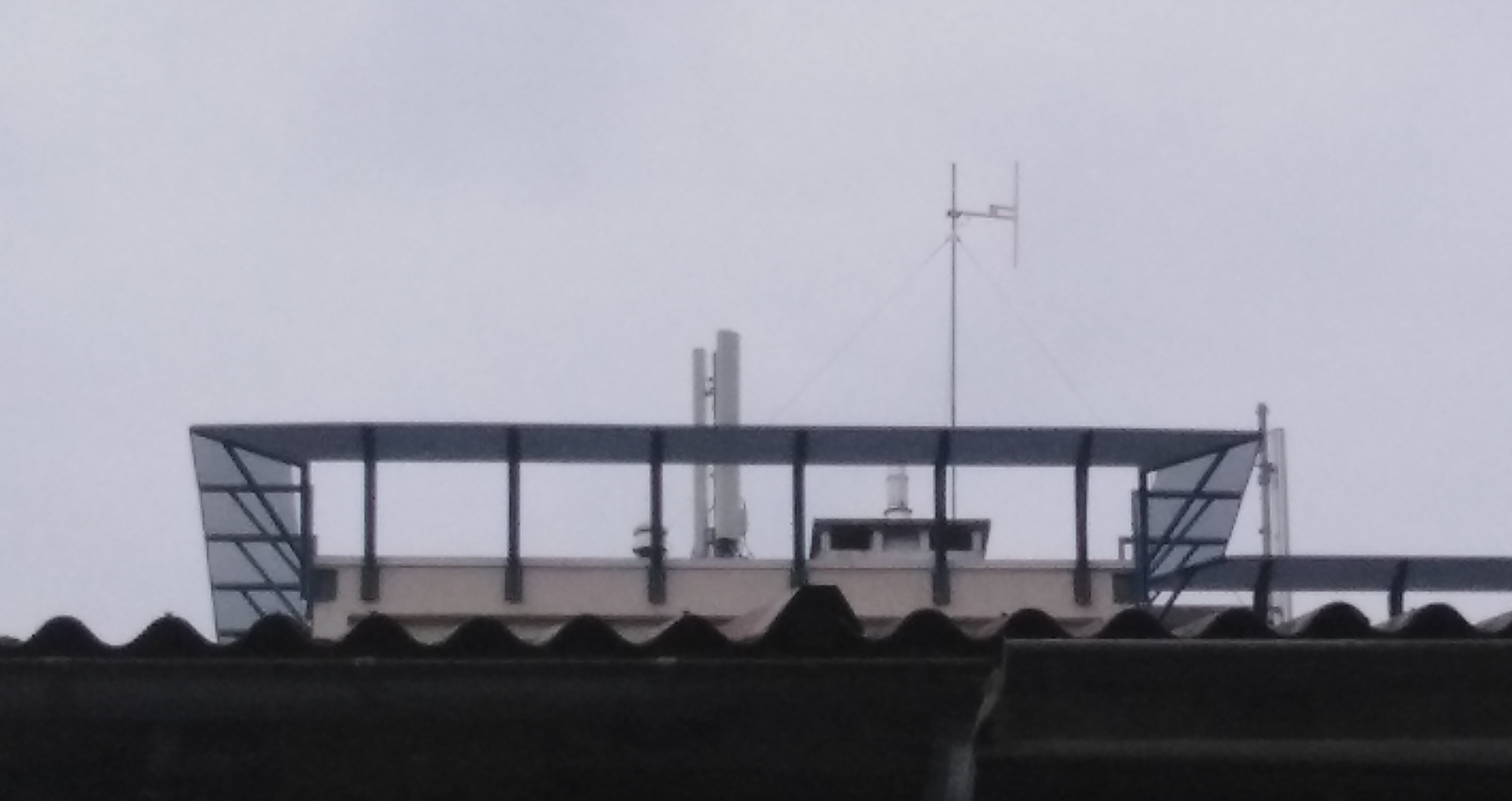
Vue de profil de l'émetteur lagnolan de FC Radio.

#### Lompnieu (89.9)

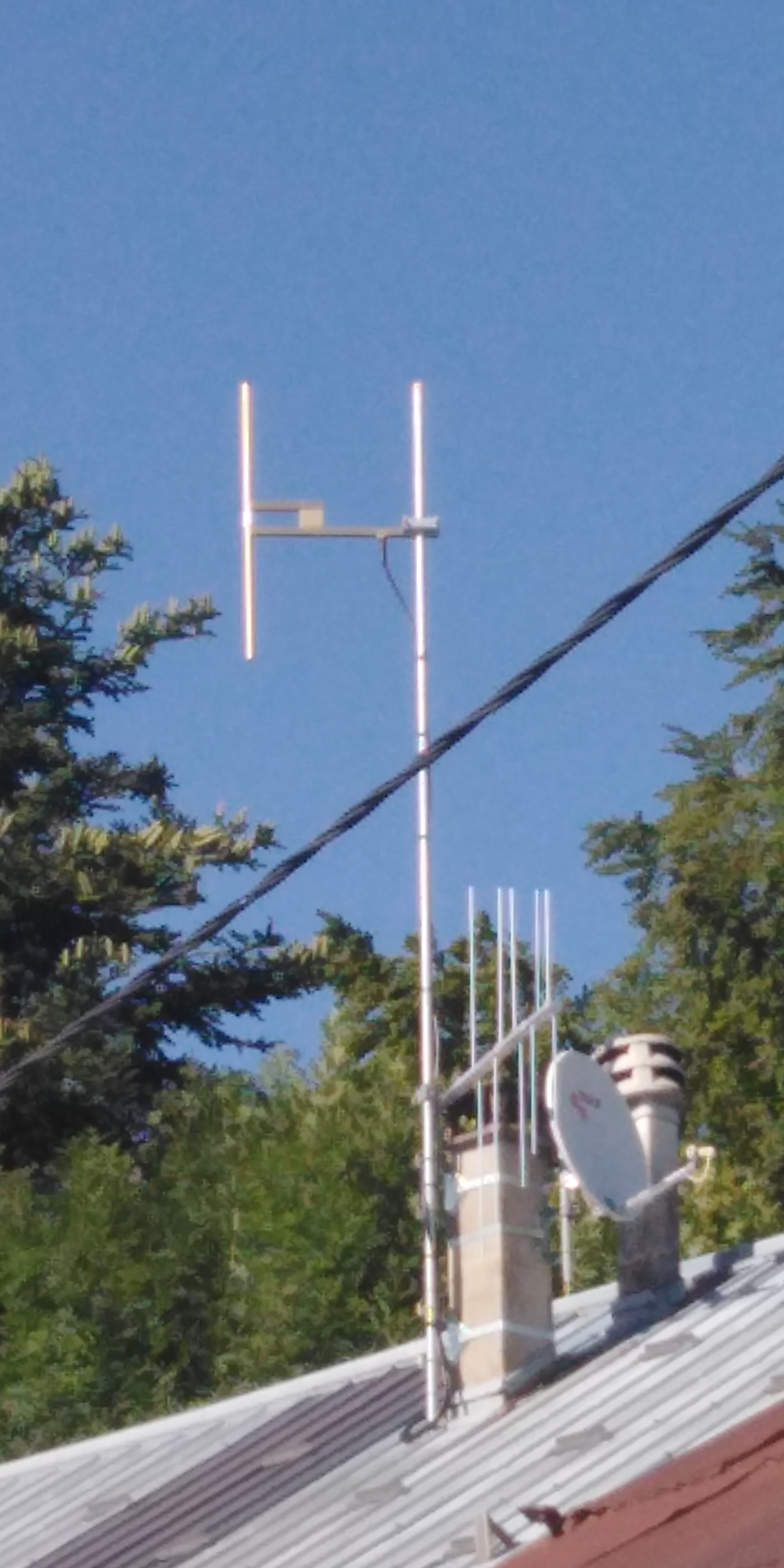
Émetteur de FC Radio pour Lompnieu, situé à Sothonod.
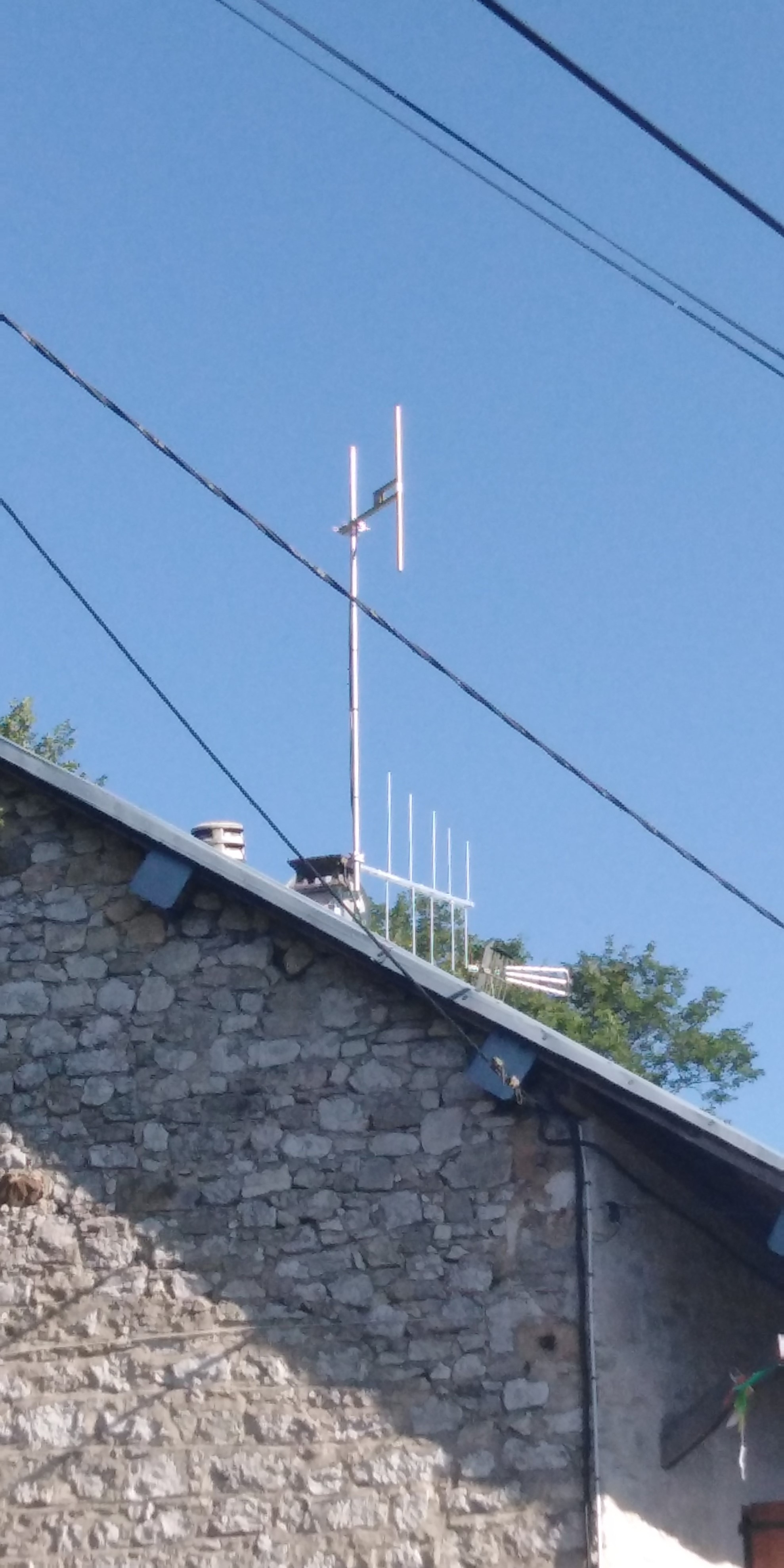
Émetteur de FC Radio pour Lompnieu, situé à Sothonod (vue alternative).

#### Nantua (101.3)

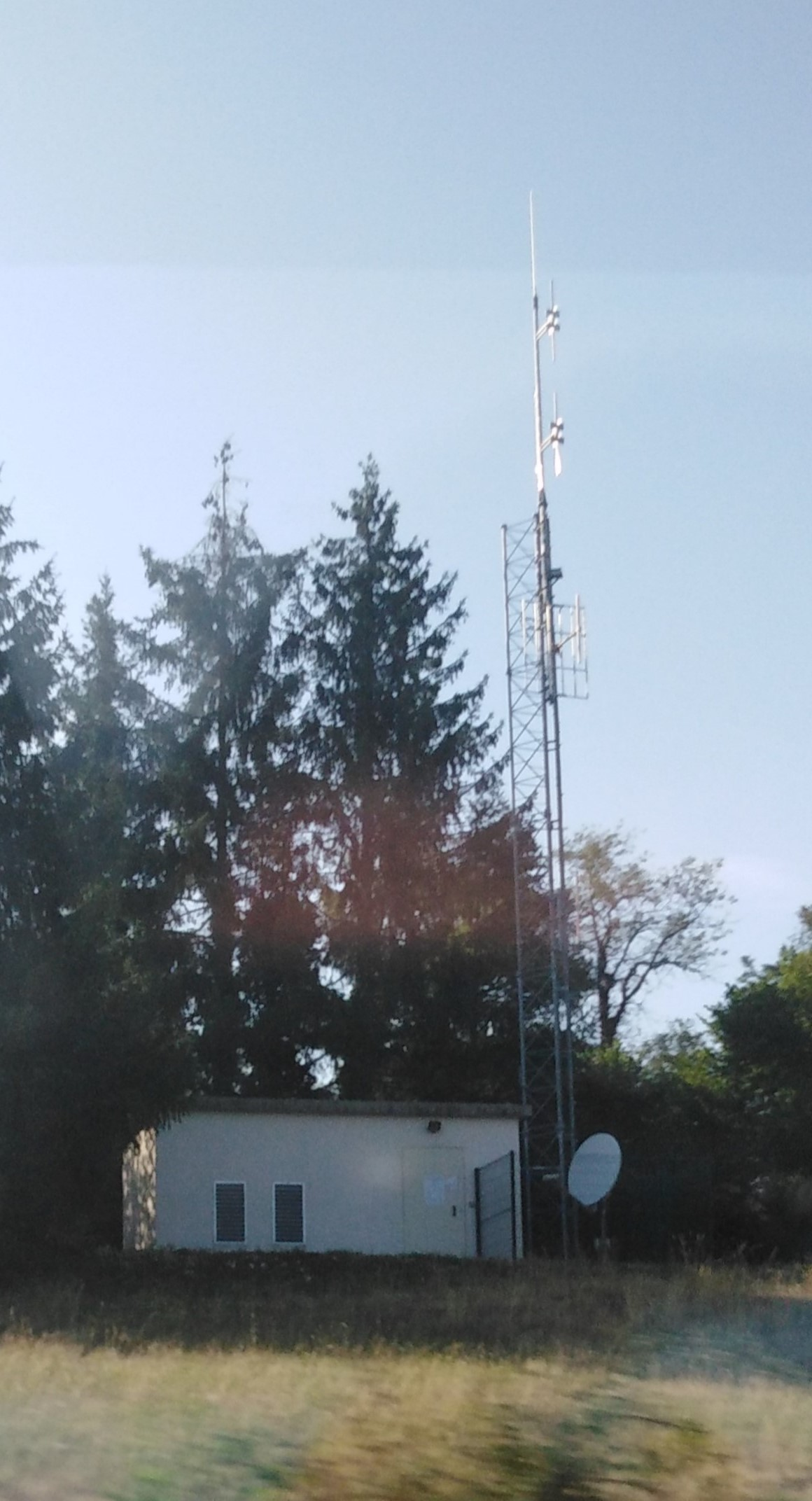
Émetteur pour Nantua, situé peu avant Nurieux-Volognat.

#### Oyonnax (101.4)

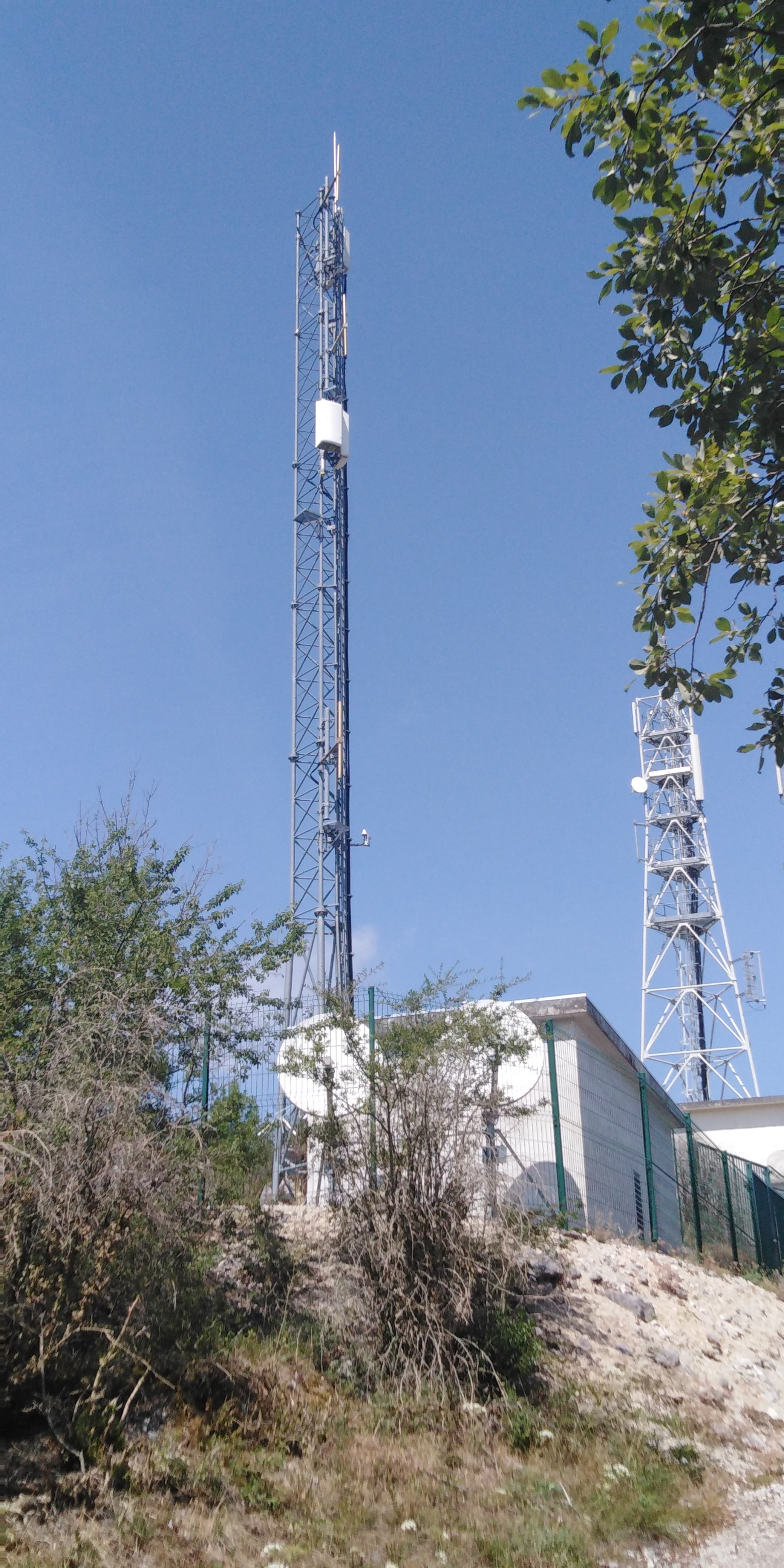
Émetteur pour Oyonnax, se trouvant sur les hauteurs à l'ouest de la ville.
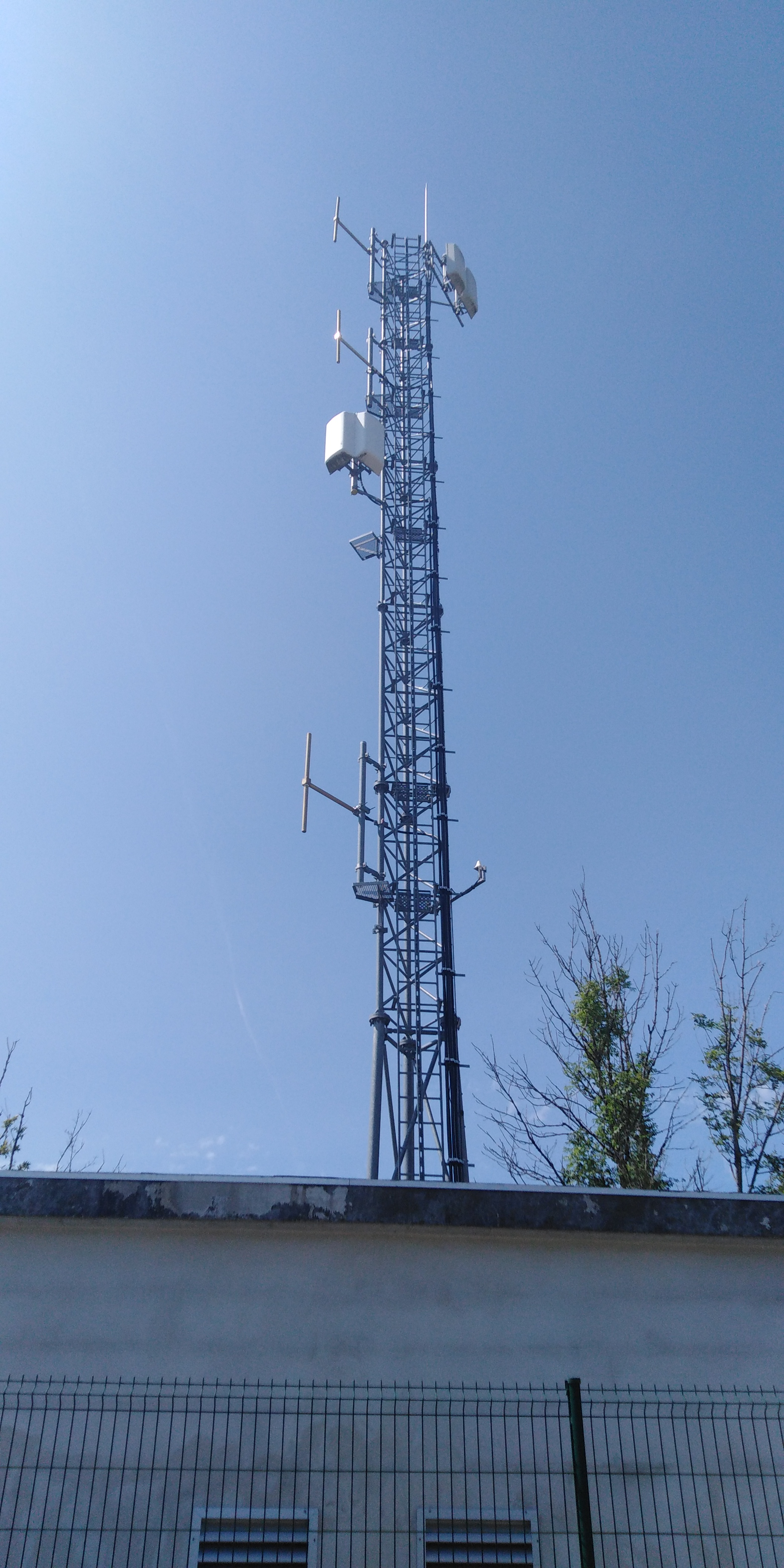
Émetteur pour Oyonnax, se trouvant sur les hauteurs à l'ouest de la ville.
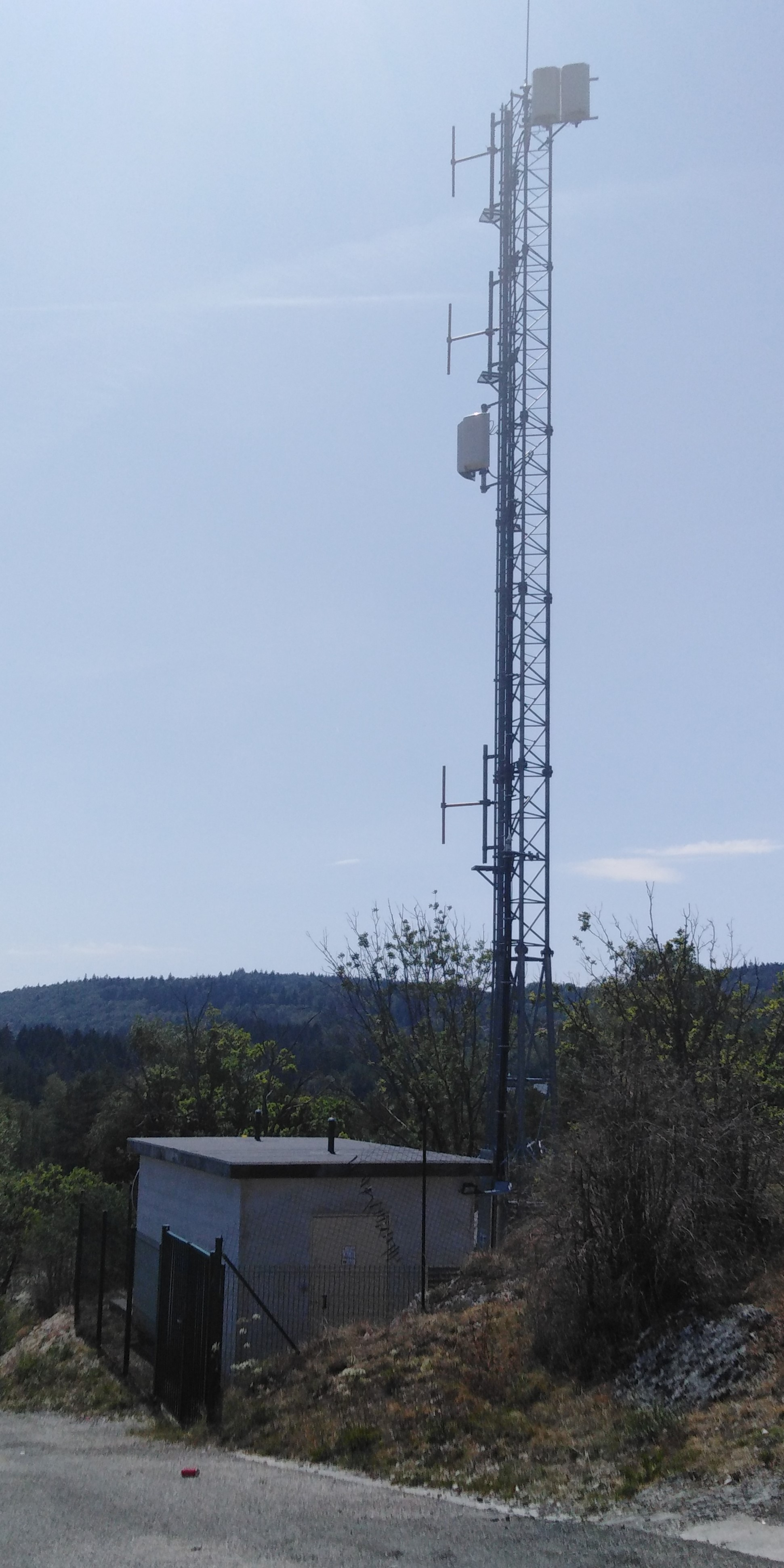
Émetteur pour Oyonnax, se trouvant sur les hauteurs à l'ouest de la ville.
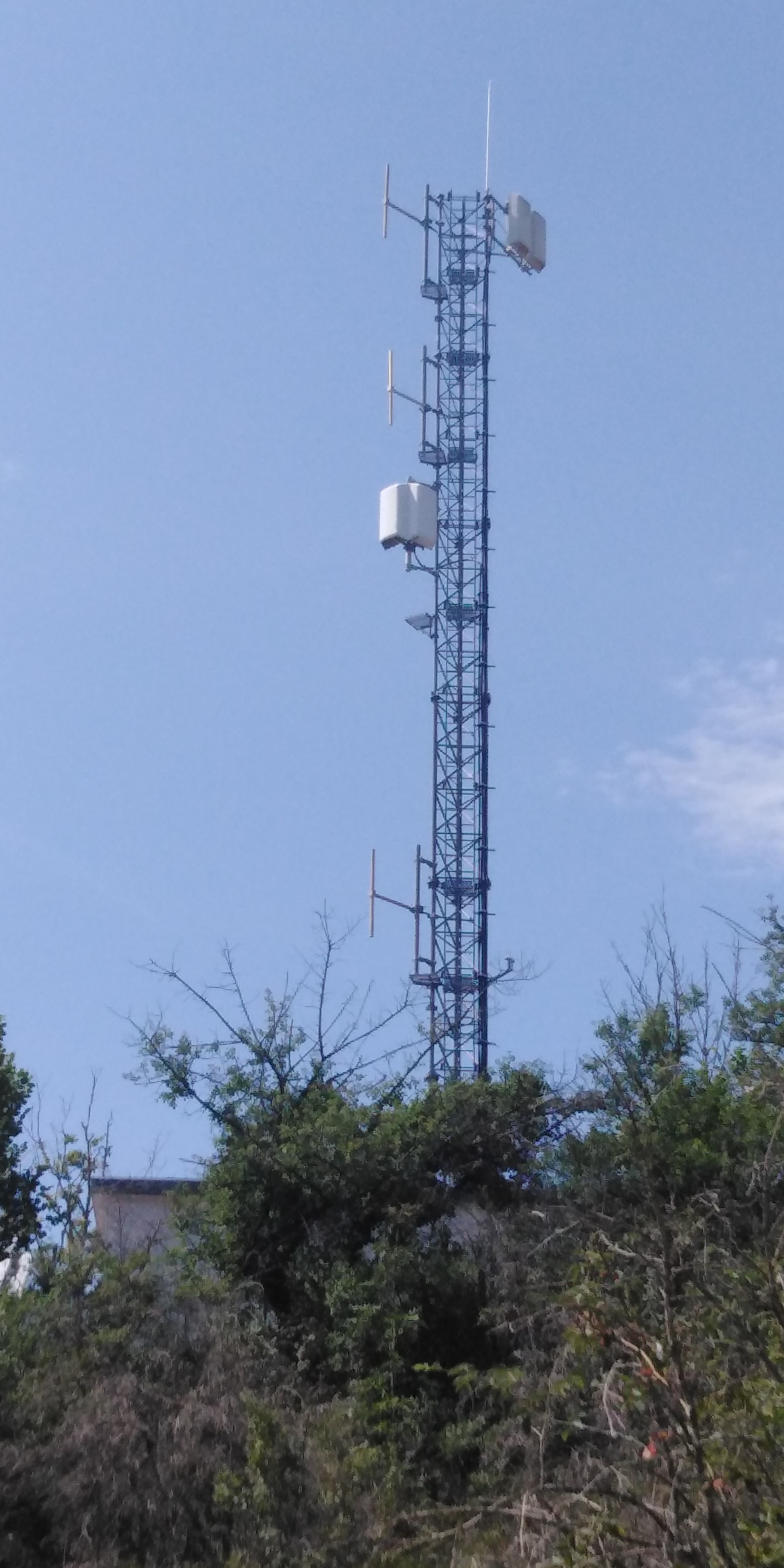
Émetteur pour Oyonnax, se trouvant sur les hauteurs à l'ouest de la ville.

#### Plateau d'Hauteville (87.9)

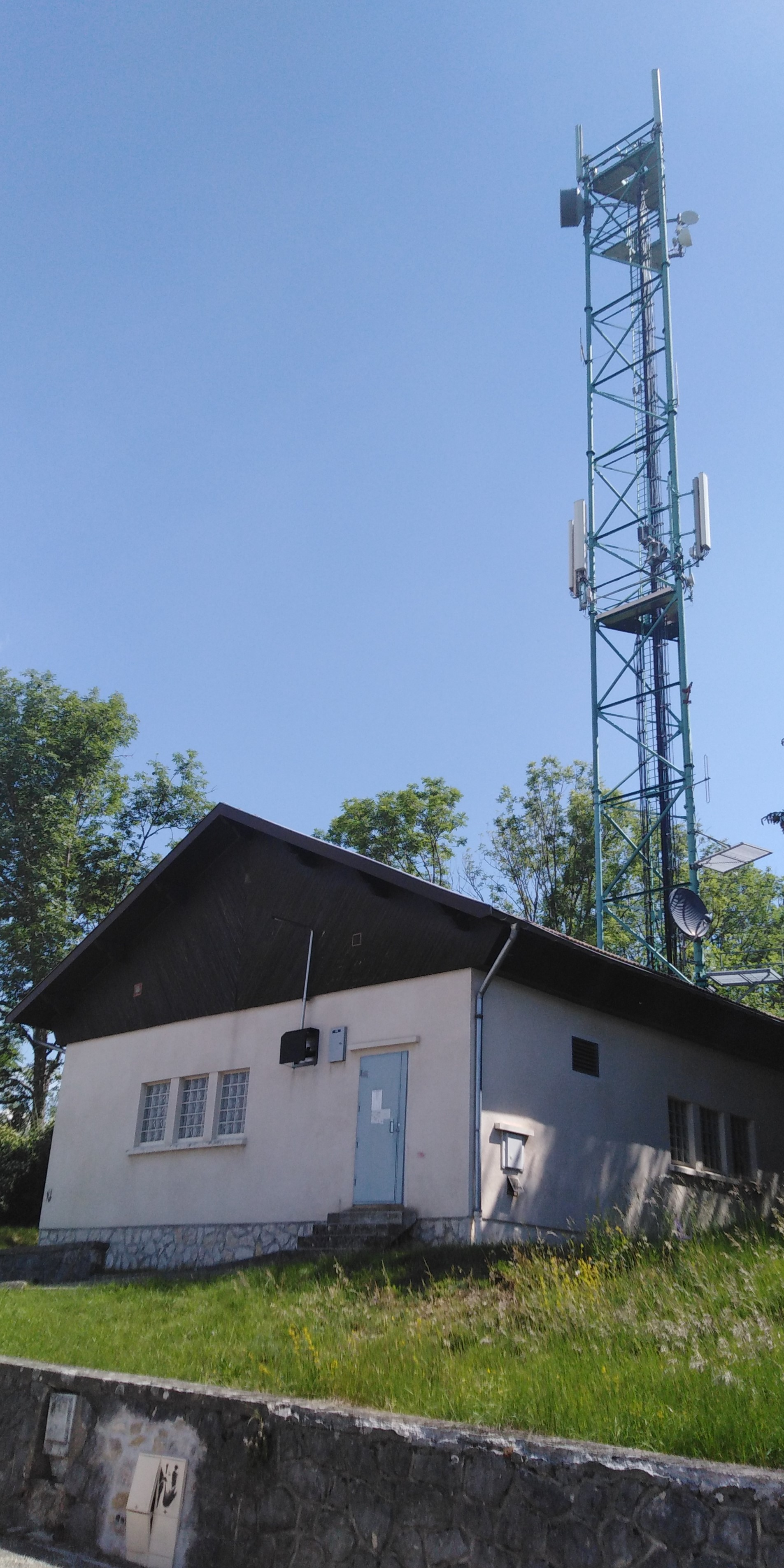
Émetteur de FC Radio pour le Plateau d'Hauteville, hébergé sur un relais de France Télécom.
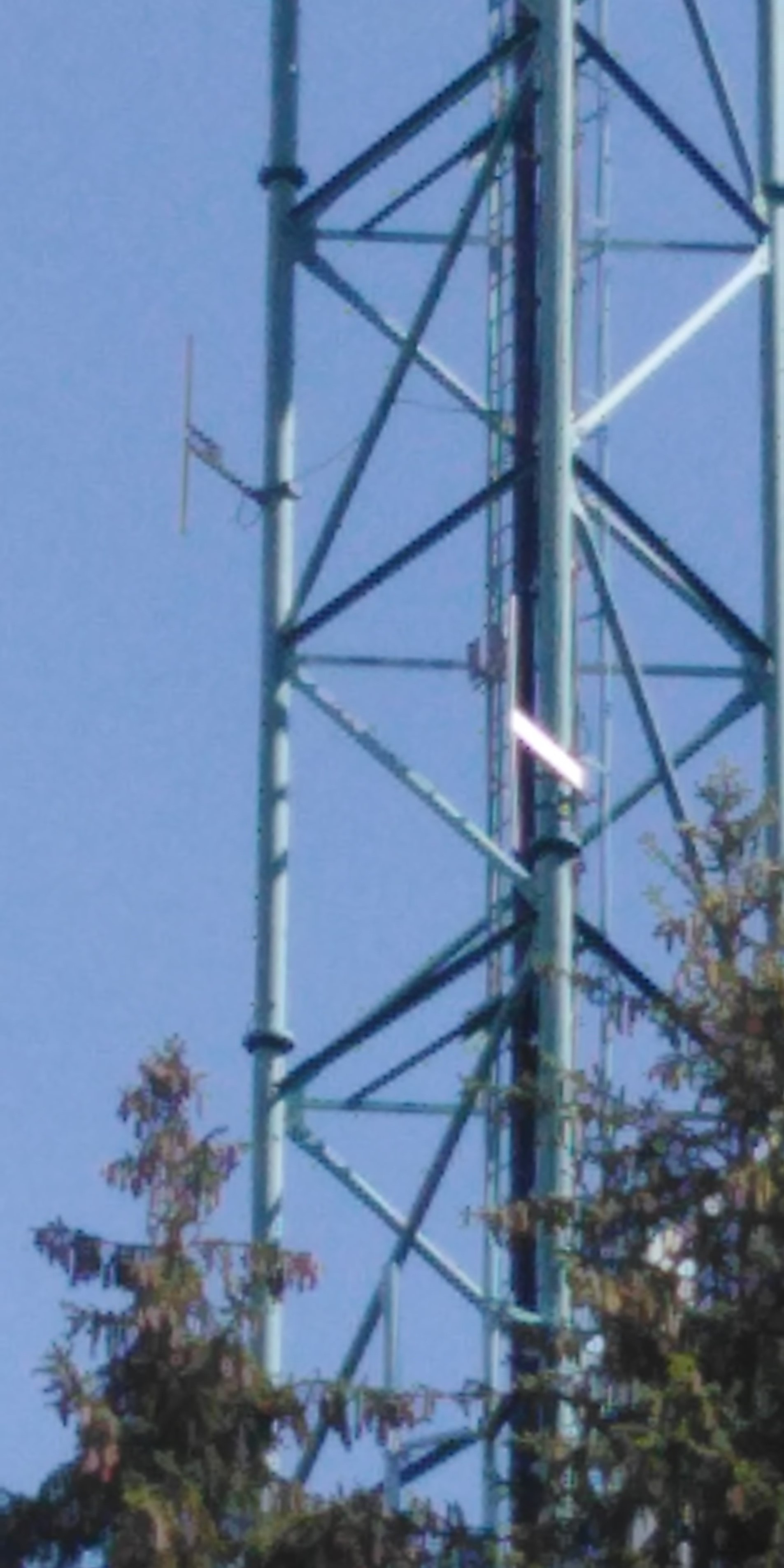
Émetteur de FC Radio pour le Plateau d'Hauteville, vue rapprochée.